# Puchar Świata w skokach narciarskich 1999/2000 – Zakopane
Puchar Świata w skokach narciarskich Zakopane 1999 – zawody w skokach narciarskich przeprowadzone w ramach Pucharu Świata w skokach narciarskich 1999/2000 między 17 a 19 grudnia 1999 na Wielkiej Krokwi w Zakopanem.
Rozegrane zostały dwa konkursy indywidualne na dużej skoczni. Po raz szósty zawodnicy rywalizowali w Zakopanem o punkty do klasyfikacji generalnej Pucharu Świata. Były to zarazem 6. i 7. zawody Pucharu Świata w sezonie 1999/2000.
Oba konkursy zakończyły się zwycięstwem reprezentanta Niemiec, Martina Schmitta. Dwukrotnie na drugim miejscu sklasyfikowany został Janne Ahonen. Trzecią pozycję w pierwszym konkursie zajął Lasse Ottesen, a w drugim Andreas Widhölzl.
Po raz czwarty w historii, po 1996, 1998 i styczniu 1999 roku, w ramach Pucharu Świata w skokach narciarskich w Zakopanem rozegrano dwa konkursy indywidualne na dużej skoczni. W 1980 roku zorganizowano po jednym konkursie na normalnej i dużej skoczni, natomiast w 1990 jeden konkurs na dużej skoczni.
Do zawodów zostało zgłoszonych 86 zawodników z 17 reprezentacji. Najstarszym uczestnikiem był reprezentant Norwegii, Espen Bredesen (31 lat i 318 dni), a najmłodszym Polak, Tomisław Tajner (16 lat i 217 dni).

## Przed zawodami

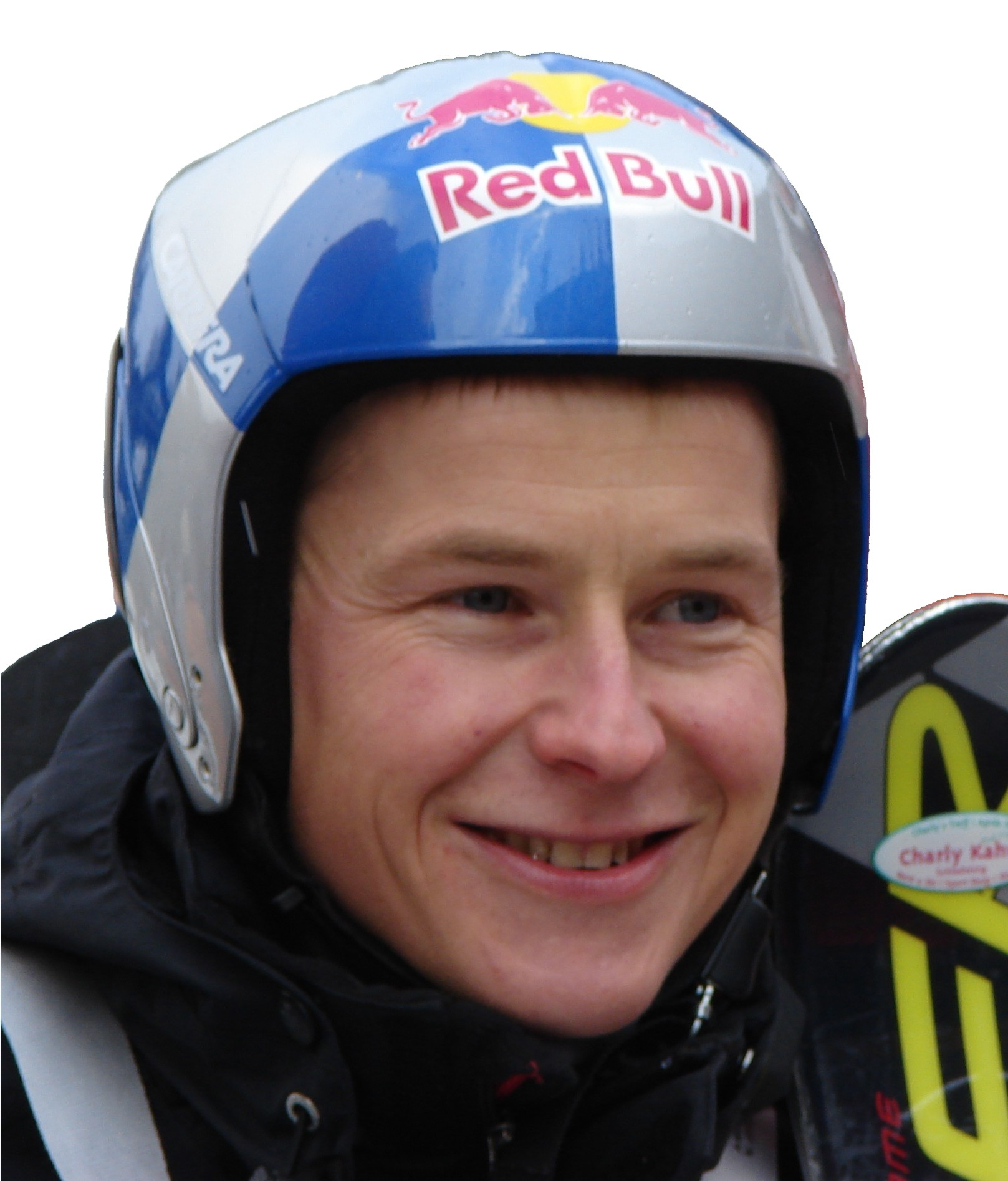
Andreas Goldberger, trzeci zawodnik klasyfikacji generalnej Pucharu Świata przed konkursami w Zakopanem

Przed konkursami Pucharu Świata w skokach narciarskich w Zakopanem rozegrano pięć zawodów indywidualnych w ramach cyklu. Liderem klasyfikacji generalnej Pucharu Świata był Martin Schmitt. Reprezentant Niemiec zgromadził 360 punktów i o 100 wyprzedzał drugiego Andreasa Widhölzla. Trzecią pozycję zajmował Andreas Goldberger z wynikiem 213 punktów. W klasyfikacji Pucharu Narodów prowadzili Finowie przed Austriakami i Niemcami.
W rozegranych przed konkursami w Zakopanem zawodach Pucharu Świata wygrywali: dwukrotnie – Andreas Widhölzl, a po jednym razie – Janne Ahonen, Martin Schmitt i Ville Kantee.
W ostatnim konkursie przed Pucharem Świata w Zakopanem, tj. 12 grudnia w Villach, triumfował Janne Ahonen. Reprezentant Finlandii okazał się lepszy od Martina Schmitta i Andreasa Widhölzla. W pierwszej dziesiątce zawodów sklasyfikowano pięciu reprezentantów Finlandii oraz trzech zawodników z Japonii.

### Klasyfikacja Pucharu Świata przed konkursami w Zakopanem
| Klasyfikacja PŚ przed konkursami w Zakopanem | Klasyfikacja PŚ przed konkursami w Zakopanem | Klasyfikacja PŚ przed konkursami w Zakopanem | Klasyfikacja PŚ przed konkursami w Zakopanem | Klasyfikacja PŚ przed konkursami w Zakopanem |
| Miejsce                                      | Zawodnik                                     | Państwo                                      | Punkty                                       | Strata do lidera                             |
| -------------------------------------------- | -------------------------------------------- | -------------------------------------------- | -------------------------------------------- | -------------------------------------------- |
| 1.                                           | Martin Schmitt                               | Niemcy                                       | 360                                          | –                                            |
| 2.                                           | Andreas Widhölzl                             | Austria                                      | 260                                          | 100                                          |
| 3.                                           | Andreas Goldberger                           | Austria                                      | 213                                          | 147                                          |
| 4.                                           | Risto Jussilainen                            | Finlandia                                    | 202                                          | 158                                          |
| 5.                                           | Ville Kantee                                 | Finlandia                                    | 196                                          | 164                                          |
| 6.                                           | Matti Hautamäki                              | Finlandia                                    | 178                                          | 182                                          |
| 7.                                           | Jani Soininen                                | Finlandia                                    | 159                                          | 201                                          |
| 7.                                           | Hideharu Miyahira                            | Japonia                                      | 159                                          | 201                                          |
| 9.                                           | Noriaki Kasai                                | Japonia                                      | 139                                          | 221                                          |
| 10.                                          | Stefan Horngacher                            | Austria                                      | 130                                          | 230                                          |
| 11.                                          | Janne Ahonen                                 | Finlandia                                    | 126                                          | 234                                          |
| 12.                                          | Masahiko Harada                              | Japonia                                      | 107                                          | 253                                          |
| 13.                                          | Jussi Hautamäki                              | Finlandia                                    | 98                                           | 262                                          |
| 14.                                          | Peter Žonta                                  | Słowenia                                     | 92                                           | 268                                          |
| 15.                                          | Mika Laitinen                                | Finlandia                                    | 83                                           | 277                                          |
| 16.                                          | Kazuyoshi Funaki                             | Japonia                                      | 81                                           | 279                                          |
| 17.                                          | Nicolas Dessum                               | Francja                                      | 76                                           | 284                                          |
| 18.                                          | Roberto Cecon                                | Włochy                                       | 72                                           | 288                                          |
| 19.                                          | Wolfgang Loitzl                              | Austria                                      | 71                                           | 289                                          |
| 20.                                          | Hansjörg Jäkle                               | Niemcy                                       | 60                                           | 300                                          |
| 21.                                          | Sven Hannawald                               | Niemcy                                       | 56                                           | 304                                          |
| 22.                                          | Marco Steinauer                              | Szwajcaria                                   | 47                                           | 313                                          |
| 23.                                          | Jérôme Gay                                   | Francja                                      | 45                                           | 315                                          |
| 24.                                          | Michael Uhrmann                              | Niemcy                                       | 44                                           | 316                                          |
| 25.                                          | Robert Mateja                                | Polska                                       | 43                                           | 317                                          |
| 26.                                          | Roar Ljøkelsøy                               | Norwegia                                     | 42                                           | 318                                          |
| 27.                                          | Simon Ammann                                 | Szwajcaria                                   | 41                                           | 319                                          |
| 28.                                          | Morten Ågheim                                | Norwegia                                     | 29                                           | 331                                          |
| 29.                                          | Ivan Lunardi                                 | Włochy                                       | 24                                           | 336                                          |
| 29.                                          | Pekka Salminen                               | Finlandia                                    | 24                                           | 336                                          |
| 29.                                          | Christof Duffner                             | Niemcy                                       | 24                                           | 336                                          |
| 32.                                          | Martin Höllwarth                             | Austria                                      | 22                                           | 338                                          |
| 32.                                          | Sylvain Freiholz                             | Szwajcaria                                   | 22                                           | 338                                          |
| 34.                                          | Alexander Herr                               | Niemcy                                       | 20                                           | 340                                          |
| 34.                                          | Bruno Reuteler                               | Szwajcaria                                   | 20                                           | 340                                          |
| 36.                                          | Hiroya Saitō                                 | Japonia                                      | 18                                           | 342                                          |
| 36.                                          | Łukasz Kruczek                               | Polska                                       | 18                                           | 342                                          |
| 38.                                          | Damjan Fras                                  | Słowenia                                     | 17                                           | 343                                          |
| 38.                                          | Choi Heung-chul                              | Korea Południowa                             | 17                                           | 343                                          |
| 40.                                          | Yūta Watase                                  | Japonia                                      | 16                                           | 344                                          |
| 40.                                          | Adam Małysz                                  | Polska                                       | 16                                           | 344                                          |
| 42.                                          | Alan Alborn                                  | Stany Zjednoczone                            | 14                                           | 346                                          |
| 43.                                          | Primož Peterka                               | Słowenia                                     | 13                                           | 347                                          |
| 43.                                          | Dmitrij Wasiljew                             | Rosja                                        | 13                                           | 347                                          |
| 45.                                          | Michal Doležal                               | Czechy                                       | 12                                           | 348                                          |
| 46.                                          | Kazuya Yoshioka                              | Japonia                                      | 11                                           | 349                                          |
| 46.                                          | Gerd Siegmund                                | Niemcy                                       | 11                                           | 349                                          |
| 46.                                          | Martin Koch                                  | Austria                                      | 11                                           | 349                                          |
| 49.                                          | Bernhard Metzler                             | Austria                                      | 9                                            | 351                                          |
| 50.                                          | Bine Norčič                                  | Słowenia                                     | 8                                            | 352                                          |
| 50.                                          | Tommy Ingebrigtsen                           | Norwegia                                     | 8                                            | 352                                          |
| 50.                                          | Primož Urh-Zupan                             | Słowenia                                     | 8                                            | 352                                          |
| 53.                                          | Henning Stensrud                             | Norwegia                                     | 7                                            | 353                                          |
| 54.                                          | Jakub Sucháček                               | Czechy                                       | 6                                            | 354                                          |
| 55.                                          | Lasse Ottesen                                | Norwegia                                     | 1                                            | 359                                          |
| 55.                                          | Jakub Janda                                  | Czechy                                       | 1                                            | 359                                          |

### Organizacja zawodów

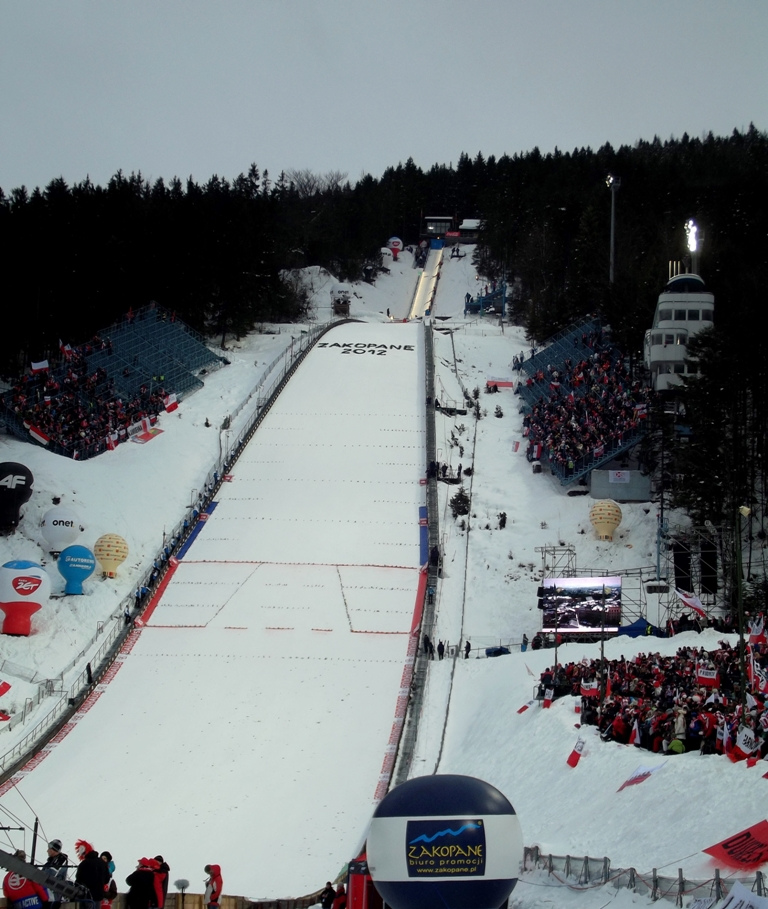
Wielka Krokiew w Zakopanem

Problemem dla organizatorów konkursów Pucharu Świata w Zakopanem była panująca tydzień przez zawodami odwilż, która spowodowała osunięcie się śniegu z zeskoku Wielkiej Krokwi. Organizatorom udało się jednak ponownie przygotować obiekt na zawody, zaś ujemne temperatury powietrza zapobiegły ponownym osunięciom się śniegu ze skoczni.
Przed rozpoczęciem zawodów Pucharu Świata w Zakopanem prezes Polskiego Związku Narciarskiego Paweł Włodarczyk obiecał premię pieniężną dla reprezentanta Polski, który znajdzie się w pierwszej dziesiątce jednego z dwóch konkursów na Wielkiej Krokwi. Za zwycięstwo zawodnik miał otrzymać 10 000 złotych, za drugie miejsce 9000 złotych i tak kolejno aż do 10. miejsca – 1000 złotych.
Zawody Pucharu Świata w Zakopanem zostały w sezonie 1999/2000 przeniesione ze styczniowego na grudniowy termin. Powodem tej zmiany był termin wygasającej homologacji FIS dla Wielkiej Krokwi, przypadający na 31 grudnia 1999 roku.

### Program zawodów
Pierwszy oficjalny trening skoków został zaplanowany na 17 grudnia 1999, a ostatnimi zawodami był rozegrany dwa dni później drugi konkurs pucharowy. Łącznie zaplanowano dwa konkursy indywidualne, a także dwie serie kwalifikacyjne oraz trzy oficjalne treningi.
Poniższa tabela przedstawia szczegółowy wykaz serii skoków zaplanowanych w ramach Pucharu Świata Zakopane 1999.
| Data            | Godzina | Wydarzenie |
| --------------- | ------- | --- |
| 17 grudnia 1999 | 11:00   | oficjalny trening na skoczni K-116 (3 serie)                                                                                |
| 18 grudnia 1999 | 11:00   | seria kwalifikacyjna przed zawodami indywidualnymi na skoczni K-116                                                         |
| 18 grudnia 1999 | 13:00   | początek pierwszej serii konkursowej zawodów indywidualnych na skoczni K-116, druga seria konkursowa zawodów indywidualnych |
| 19 grudnia 1999 | 11:00   | seria kwalifikacyjna przed zawodami indywidualnymi na skoczni K-116                                                         |
| 19 grudnia 1999 | 12:30   | początek pierwszej serii konkursowej zawodów indywidualnych na skoczni K-116, druga seria konkursowa zawodów indywidualnych |

## Skocznia
Konkursy Pucharu Świata w skokach narciarskich w Zakopanem w 1999 roku rozegrano na Wielkiej Krokwi, skoczni narciarskiej nazwanej imieniem narciarza Stanisława Marusarza, usytuowanej na północnym stoku góry Krokiew w Tatrach Zachodnich. Na obiekcie rozegrano dwa konkursy indywidualne. Na Wielkiej Krokwi rywalizowano w zawodach Pucharu Świata w 1980, 1990, 1996, 1998 i styczniu 1999 roku. Zaplanowano również rywalizację w 1981 roku, jednak została odwołana.
|  | Nazwa skoczni  | Miejscowość | Punkt K | Punkt jury | Rekord skoczni | Rekord skoczni | Rekord skoczni |
|  | -------------- | ----------- | ------- | ---------- | -------------- | -------------- | -------------- |
|  | Wielka Krokiew | Zakopane    | K-116   | 128 m      | 130,0 m        | Primož Peterka | 27.01.1996     |

## Jury
Z ramienia Międzynarodowej Federacji Narciarskiej dyrektorem zawodów był Walter Hofer, a jego asystentem – Miran Tepeš. Ponadto kierownikiem zawodów z ramienia organizatorów Pucharu Świata w Zakopanem był Polak Lech Pochwała. Delegatem technicznym podczas wszystkich zawodów był Austriak Gert Aigmüller, a asystował mu Amerykanin Bill Erickson.
Noty za styl w każdej serii kwalifikacyjnej i konkursowej wystawiało po pięciu sędziów. Skład sędziowski poszczególnych konkursów wraz z zajmowanymi przez arbitrów stanowiskami na wieży przedstawiono w poniższej tabeli.
| Sędzia           | Kraj       | Stanowisko na wieży sędziowskiej                                | Stanowisko na wieży sędziowskiej           | Stanowisko na wieży sędziowskiej                              | Stanowisko na wieży sędziowskiej        | Stanowisko na wieży sędziowskiej |
| Sędzia           | Kraj       | kwalifikacje do pierwszego konkursu indywidualnego (18.12.1999) | pierwszy konkurs indywidualny (18.12.1999) | kwalifikacje do drugiego konkursu indywidualnego (19.12.1999) | drugi konkurs indywidualny (19.12.1999) |                                  |
| ---------------- | ---------- | --------------------------------------------------------------- | ------------------------------------------ | ------------------------------------------------------------- | --------------------------------------- | -------------------------------- |
| Ryszard Guńka    | Polska     | C                                                               | C                                          | B                                                             | B                                       |                                  |
| Erkki Mäntyniemi | Finlandia  | B                                                               | B                                          | E                                                             | E                                       |                                  |
| Ryou Nishikawa   | Japonia    | A                                                               | A                                          | C                                                             | C                                       |                                  |
| Josef Slavík     | Czechy     | E                                                               | E                                          | D                                                             | D                                       |                                  |
| Fredi Zarucchi   | Szwajcaria | D                                                               | D                                          | A                                                             | A                                       |                                  |

## Przebieg zawodów

### Serie treningowe (17.12.1999)

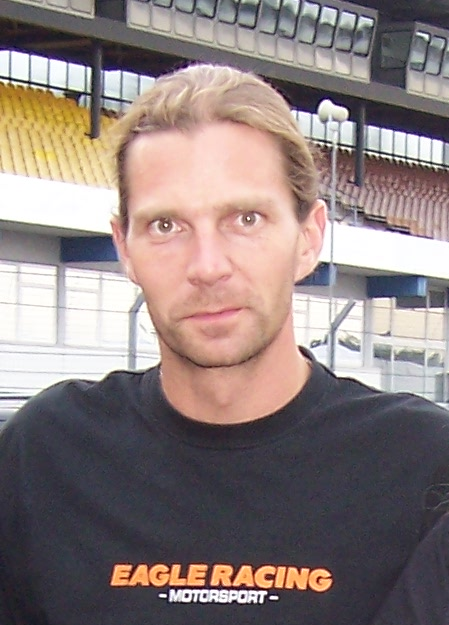
Janne Ahonen, dwukrotny zdobywca 2. miejsca w konkursach w Zakopanem

Pierwsza z trzech serii treningowych przed konkursami Pucharu Świata w Zakopanem rozpoczęła się w piątek 17 grudnia o godzinie 11:00. Jej zwycięzcą został Martin Schmitt, który uzyskał w swojej próbie odległość 125 metrów.
Drugi trening zakończył się najdłuższym skokiem w wykonaniu Janne Ahonena. Reprezentant Finlandii w swojej próbie wylądował na 123 metrze. O metr krótszy skok oddał triumfator pierwszej rundy treningowej, Martin Schmitt. Ahonen zrezygnował z wykonania skoku w trzeciej kolejce treningowej. Występujący w niej Schmitt uzyskał odległość 113 metrów.
Najlepszym reprezentantem Polski w piątkowych seriach treningowych w Zakopanem był Adam Małysz. Skoczek z Wisły w swoich próbach lądował odpowiednio na 109,5, 117,5 i 119,5 metrze. Tym samym Polak został sklasyfikowany w treningach na dziewiątej, siódmej i szóstej pozycji.
W seriach treningowych wystartowało 80 z 84 zgłoszonych zawodników z 17 państw.

### Kwalifikacje do pierwszego konkursu indywidualnego (18.12.1999)

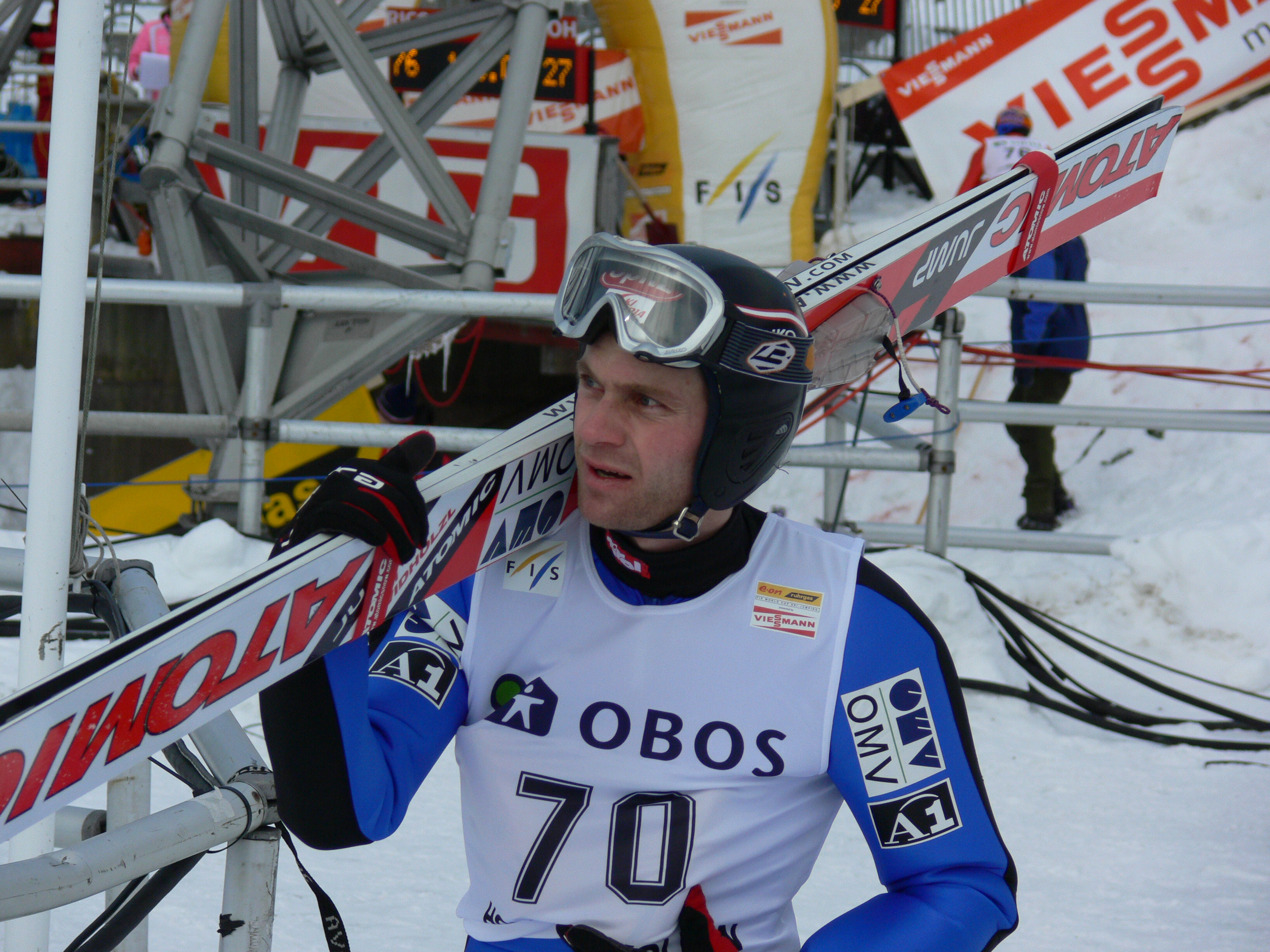
Andreas Widhölzl, zdobywca 3. miejsca w drugim konkursie w Zakopanem

Runda kwalifikacyjna do pierwszych zawodów indywidualnych rozpoczęła się 18 grudnia o godzinie 11:00. Zakończyła się ona wygraną Andreasa Widhölzla. Wicelider Pucharu Świata oddał skok na odległość 128 m. Metr bliżej lądował Jaroslav Sakala, który zajął drugą pozycję i był najlepszym zawodnikiem z grona walczących o występ w pierwszej serii konkursowej. Trzeci był Niemiec Martin Schmitt, który w swojej próbie uzyskał 126 m. Zawodnicy mający zapewniony udział w konkursie rozpoczynali swoje próby z 11. i 9. belki startowej, zaś skoczkowie, którzy walczyli o udział w zawodach – z 13. belki.
W kwalifikacjach wystartowało 81 z 84 zgłoszonych zawodników z 17 państw. Pomimo zgłoszenia na liście startowej nie uczestniczyli w nich Primož Peterka, Pekka Salminen i Matti Hautamäki. Ostatni z nich miał zapewniony udział w konkursie z racji zajmowanej szóstej pozycji w klasyfikacji Pucharu Świata, zrezygnował jednak z udziału w zawodach. Dzięki temu prawo startu w nich otrzymał Ivan Lunardi, który w kwalifikacjach zajął pierwsze miejsce nie dające awansu do konkursu.

### Pierwszy konkurs indywidualny (18.12.1999)

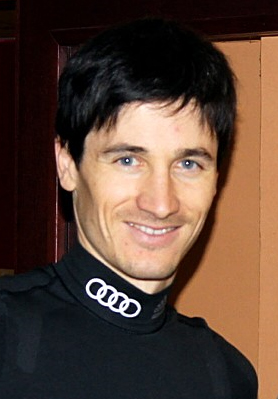
Martin Schmitt, dwukrotny triumfator konkursów w Zakopanem

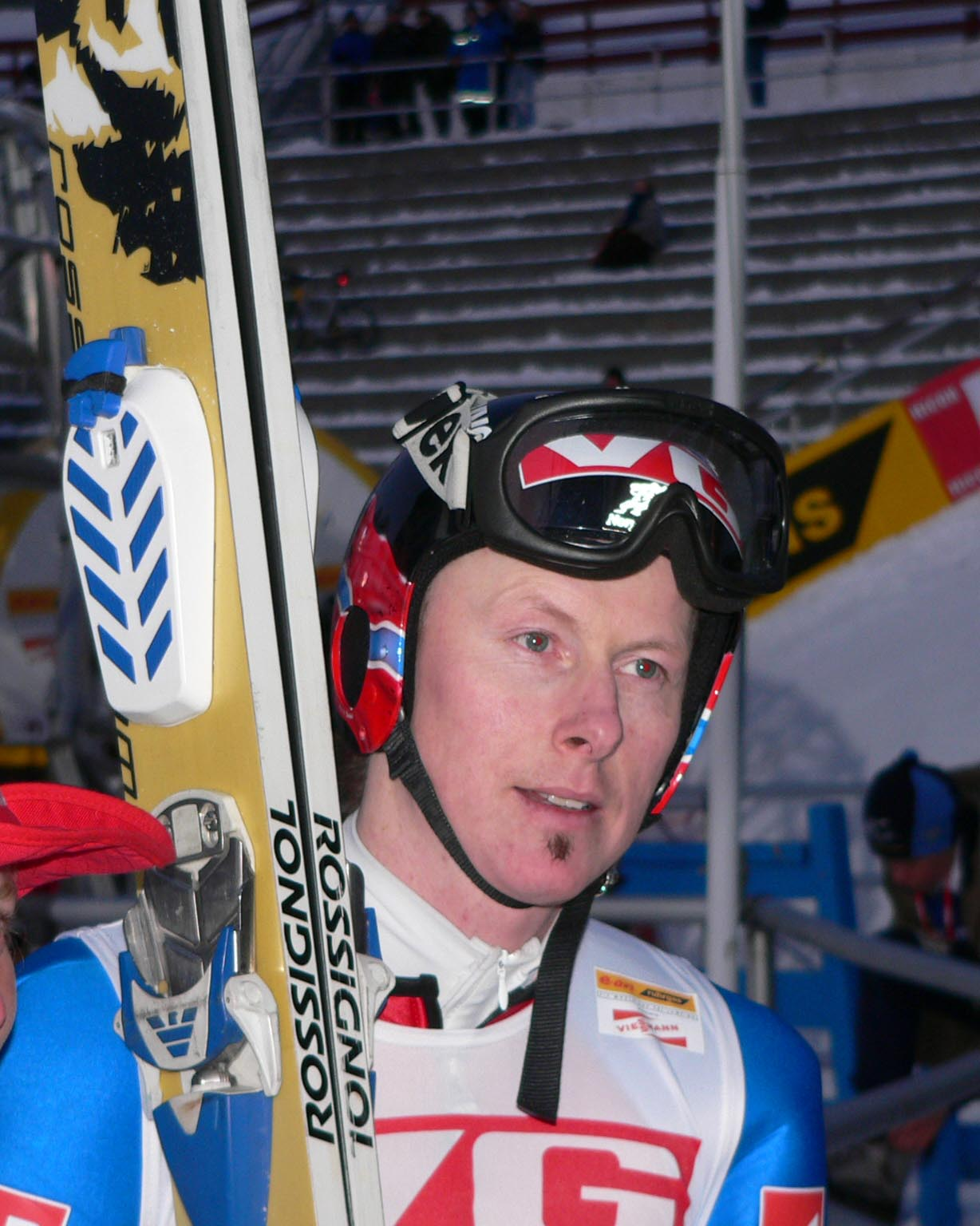
Tommy Ingebrigtsen, dziesiąty zawodnik pierwszego konkursu w Zakopanem

Pierwszy konkurs indywidualny rozpoczął się 18 grudnia o godzinie 13:00. Wystartowało w nim 50 zawodników z 13 państw. Zawody były rozgrywane przy zmieniającym kierunek silnym wietrze. Po skokach Franka Löfflera na 125 metr i Lasse Ottesena na 124,5 metra, jury zawodów podjęło decyzję o przerwaniu zawodów i obniżeniu belki startowej z 10. na 8. pozycję. Jako pierwszy po rozpoczęciu na nowo zawodów wystartował Norweg, Henning Stensrud, który uzyskał 108,5 metra. Następnym zawodnikiem był Tommy Ingebrigtsen, który lądował 14,5 metra dalej od swojego rodaka i został nowym liderem konkursu. Po nim wystartował Bine Norčič, który dzięki odległości 113,5 m został sklasyfikowany na drugiej pozycji. W trakcie rywalizacji zaczął nasilać się tylny wiatr, który powodował coraz gorsze warunki dla zawodników na rozbiegu skoczni. Prowadzącego Ingebrigtsena nie byli w stanie pokonać m.in. Primož Urh-Zupan (111,5 m), Michal Doležal (112 m) i Adam Małysz (108 m). Kolejni zawodnicy skakali poniżej 100 metrów. Granicę tę przekroczyli natomiast Hiroya Saitō (103 m) i Alexander Herr (101 m). Awansu do drugiej serii nie uzyskali z kolei m.in. Michael Uhrmann i Roberto Cecon, którzy lądowali odpowiednio na 95,5 i 96 metrze. Odległość 103 m uzyskał Kazuyoshi Funaki. Startujący z 71. numerem startowym Mika Laitinen uzyskał 98 metrów i ostatecznie nie awansował do finałowej serii. Zwycięzca styczniowego konkursu Pucharu Świata w Zakopanem, Janne Ahonen, uzyskał 121,5 m i znalazł się na drugim miejscu ze stratą 0,7 punktu do liderującego Ingebrigtsena. Jako pierwszy z czołowej dziesiątki klasyfikacji Pucharu Świata wystartował Stefan Horngacher, który lądował na 104. metrze. Startujący bezpośrednio po nim Noriaki Kasai uzyskał odległość 96 metrów i nie awansował do drugiej serii. Jego rodak, Hideharu Miyahira, skoczył na odległość 103 metrów. Następny skoczek, Jani Soininen, osiągnął 113,5 metra i zajął trzecie miejsce, za Ingebrigtsenem i Ahonenem. Kolejny z reprezentantów Finlandii, Ville Kantee, uzyskał odległość 106,5 metra. Jego rodak, Risto Jussilainen, wylądował na 122,5 metrze i objął prowadzenie w zawodach z przewagą 0,6 punktu nad Ingebrigtsenem. Pół metra dalej poszybował trzykrotny triumfator Pucharu Świata, Andreas Goldberger, który został nowym liderem konkursu. Skok na odległość 110,5 metra uzyskał Andreas Widhölzl. Prowadzący w Pucharze Świata Martin Schmitt oddał najdłuższy skok serii i dzięki próbie na odległość 123,5 metra objął prowadzenie w konkursie z przewagą 0,9 punktu nad Goldbergerem. Z grona trzynastu zawodników powtarzających swoje skoki najdalej poszybowali Frank Löffler i Lasse Ottesen, którzy po próbach na 117,5 metra zostali sklasyfikowani odpowiednio na 6. i 7. pozycji. Po pierwszej serii prowadził Martin Schmitt, a na kolejnych pozycjach sklasyfikowani zostali Andreas Goldberger, Risto Jussilainen, Tommy Ingebrigtsen i Janne Ahonen.
Jako pierwszy skok w drugiej serii oddał Jakub Janda, który uzyskał 87 metrów. Zmiana lidera nastąpiła po skoku następnego zawodnika, Reinharda Schwarzenbergera, który skoczył 12,5 metra dalej. Wyprzedził go już kolejny z zawodników – Hansjörg Jäkle, który po pierwszej serii plasował się na 28. miejscu (100 m). Niemiec poprawił się w serii finałowej o 5,5 metra i objął prowadzenie o 12,2 punktu nad Austriakiem. Kolejna zmiana na prowadzeniu w zawodach nastąpiła po skoku 26. zawodnika pierwszej serii – Petera Žonty. Reprezentant Słowenii wylądował 3 metry dalej od Jäkle i wyprzedził go o 8,1 punktu. Žonta przodował klasyfikacji konkursu do skoku, 22. po pierwszej rundzie, Hideharu Miyahiry. Japończyk wylądował na odległości 110,5 metra. Swojego rodaka nie był w stanie pokonać Kazuyoshi Funaki, który po próbie na 103,5 metra przegrał z Miyahirą różnicą 10,1 punktu. Reprezentanta Japonii na pozycji lidera zmienił osiemnasty po pierwszej serii Stefan Horngacher. Odległość uzyskana przez Austriaka to 110,5 metra. Zwycięzca styczniowego konkursu Pucharu Świata w Zakopanem stracił prowadzenie na rzecz 16. po pierwszej rundzie Ville Kantee. Fin wylądował na 111,5 metrze. 4,5 metra bliżej lądował Adam Małysz, który został sklasyfikowany po swoim skoku na drugim miejscu. Dwunasty na półmetku rywalizacji Andreas Widhölzl oddał skok na odległość 124 metrów i został nowym liderem konkursu z przewagą 33,2 punktu nad Kantee. Otwierający ostatnią dziesiątkę zawodników Michal Doležal uzyskał rezultat o 6,5 metra gorszy i znalazł się tuż za Widhölzlem. Jako następny zaprezentował się Bine Norčič, który po próbie na 99. metr stracił czołową pozycję w zawodach. Ósmy po pierwszej serii Jani Soininen oddał skok na odległość 109,5 metra i znalazł się na trzecim miejscu w konkursie. 11,5 metra dalej od Soininena wylądował Lasse Ottesen. Reprezentant Norwegii został nowym liderem zawodów z przewagą 5,2 punktu nad Widhölzlem. Startujący po nim Frank Löffler uzyskał odległość 98 metrów i został sklasyfikowany na siódmej pozycji. Będący na piątym miejscu po pierwszym skoku Janne Ahonen uzyskał tym razem 116 metrów i dzięki przewadze po pierwszej kolejce oraz wysokim notom sędziowskim objął prowadzenie w zawodach. Dwadzieścia metrów bliżej od Ahonena lądował Tommy Ingebrigtsen, który stracił szansę na miejsce w czołowej trójce. Trzeci po pierwszej serii Risto Jussilainen doleciał do 112. metra, w efekcie czego zajmował czwarte miejsce. O 3,5 metra krótszą odległość uzyskał Andreas Goldberger, który znalazł się tuż za Jussilainenem. Zwycięzca pierwszej serii konkursowej Martin Schmitt skoczył 123,5 metra, co pozwoliło mu na triumf w całym konkursie z przewagą 16,1 punktu nad Ahonenem. Dla reprezentanta Niemiec było to dwunaste pucharowe zwycięstwo w karierze, a drugie w sezonie. Kolejne miejsca na podium przypadły odpowiednio Janne Ahonenowi i Lasse Ottesenowi.

### Kwalifikacje do drugiego konkursu indywidualnego (19.12.1999)

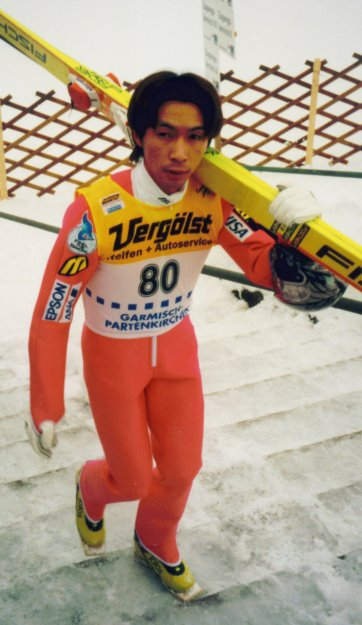
Hideharu Miyahira, piąty zawodnik drugiego konkursu w Zakopanem

Seria kwalifikacyjna do drugiego konkursu indywidualnego w Zakopanem rozpoczęła się 19 grudnia o godzinie 11:00. Jej triumfatorem został Martin Schmitt. Lider Pucharu Świata i zwycięzca pierwszego konkursu tym razem uzyskał odległość 119,5 metra. Na drugim miejscu sklasyfikowany został Janne Ahonen. Reprezentant Finlandii wylądował na 118,5 metrze. 5,5 metra krótszą odległość uzyskał trzeci zawodnik kwalifikacji, Kazuyoshi Funaki. Najlepszym zawodnikiem z grona skoczków walczących o udział w konkursie głównym został Mika Laitinen, który dzięki próbie na odległość 111,5 m zajął piątą pozycję. Wszyscy skoczkowie biorący udział w kwalifikacjach, zaczynali swoje próby z 11. belki startowej.
W kwalifikacjach wystartowało 80 z 82 zgłoszonych zawodników z 17 państw. Pomimo zgłoszenia na liście startowej nie uczestniczyli w nich Primož Peterka i Andreas Widhölzl. Drugi z tych skoczków miał zapewniony udział w konkursie z racji zajmowanej drugiej pozycji w klasyfikacji Pucharu Świata.

### Drugi konkurs indywidualny (19.12.1999)

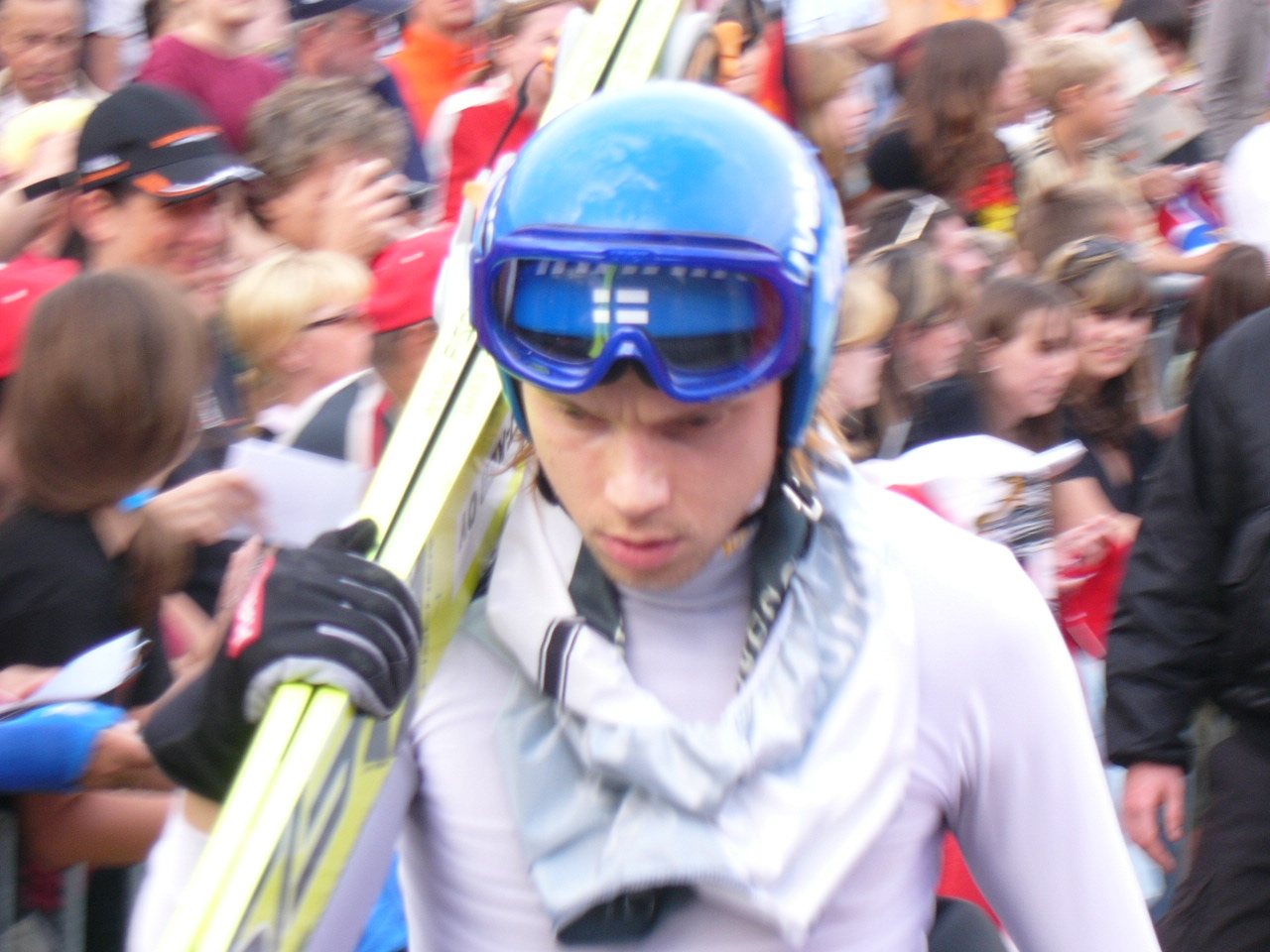
Jussi Hautamäki, dziesiąty zawodnik drugiego konkursu w Zakopanem

19 grudnia o godzinie 12:30 rozpoczął się drugi konkurs indywidualny na Wielkiej Krokwi. 
Wystartowało w nim 50 zawodników z 10 państw. Zawody rozpoczęły się przy opadach śniegu. Pierwszym uczestnikiem był Andrzej Młynarczyk, który uzyskał 89,5 metra. Startujący po nim Espen Bredesen wylądował 9,5 metra dalej i został nowym liderem zawodów. Na prowadzeniu zmienił go kolejny zawodnik konkursu, Jakub Hlava, który uzyskał odległość 104,5 metra. Rezultat reprezentanta Czech poprawił o pół metra Jon Petter Sandaker, który został liderem zawodów. Norweg był na prowadzeniu do skoku Jaroslava Sakali, który wylądował na 108,5 metrze. O 9 metrów dłuższą odległość uzyskał 7. na liście startowej Reinhard Schwarzenberger i dzięki temu wyprzedził reprezentanta Czech. Prowadzącego w zawodach Austriaka nie byli w stanie wyprzedzić m.in. Damjan Fras (105 m), Frank Löffler (89,5 m), Hiroya Saitō (96 m), Tommy Ingebrigtsen (105 m), Lasse Ottesen (111 m), Wolfgang Loitzl (110,5 m) i Mika Laitinen (114 m). Schwarzenbergera jako pierwszy zastąpił na pozycji lidera startujący jako 38. zawodnik Kazuyoshi Funaki, który uzyskał w swojej próbie 117,5 metra. Japończyka nie zdołał wyprzedzić jego rodak, Noriaki Kasai (114 m). Sześć metrów bliżej od niego lądował Stefan Horngacher, który znalazł się w drugiej dziesiątce zawodów. Skaczący po Austriaku Hideharu Miyahira oddał skok na 119. metr, dzięki czemu wyprzedził Funakiego o 0,7 punktu. Kolejny na belce startowej Jani Soininen wylądował na 117,5 metrze i znalazł się na trzeciej pozycji. Miyahirę wyprzedził skaczący jako następny Janne Ahonen, który uzyskał odległość 124,5 metra i pokonał Japończyka różnicą 11,4 punktu. Reprezentanta Finlandii nie zdołali pokonać Ville Kantee (121 m), Risto Jussilainen (120 m), Andreas Goldberger (116 m) oraz Andreas Widhölzl (124 m). Ostatni zawodnik pierwszej serii konkursowej, lider Pucharu Świata Martin Schmitt, uzyskał w swojej próbie odległość 124,5 metrów i z powodu niższych not za styl przegrywał z Ahonenem różnicą 1 punktu. Na półmetku zawodów prowadził zatem Janne Ahonen, przed Martinem Schmittem i Andreasem Widhölzlem.
Drugą serię rozpoczął zajmujący 30. lokatę po pierwszej serii Espen Bredesen. Norweg uzyskał 99 metrów, co nie pozwoliło mu na długie prowadzenie w konkursie, ponieważ startujący bezpośrednio po nim Alexander Herr wylądował na odległości 108,5 metra. Niemiec prowadził do momentu startu 26. zawodnika po pierwszej serii, Petera Žonty, który uzyskał 115 metrów. Reprezentant Słowenii liderował do skoku 17. po pierwszej rundzie Lasse Ottesena. Reprezentant Norwegii także lądował na 115 metrze, jednak łącznie okazał się lepszy od Žonty o 14,7 punktu. Będący po pierwszej serii na 15. miejscu Jussi Hautamäki również osiągnął wspomnianą odległość i o 2,9 punktu wyprzedził liderującego Ottesena. Dziesiąty zawodnik pierwszej rundy, Andreas Goldberger, skoczył 115,5 metra i znalazł się na 1. pozycji z przewagą 12 punktów nad Hautamäkim. Występujący po rodaku Reinhard Schwarzenberger wylądował na 103 metrze i spadł na siódmą lokatę. Odległość 109,5 metra uzyskał Jani Soininen, który przegrał z Goldbergerem różnicą 8,1 punktu. Siódmy skoczek pierwszej serii, Kazuyoshi Funaki, wylądował na 123 metrze i objął prowadzenie w konkursie, wyprzedzając Goldbergera o 19,7 punktu. Osiem metrów bliżej skoczył Hideharu Miyahira i został sklasyfikowany na drugim miejscu. Piąty na półmetku rywalizacji w Zakopanem Risto Jussilainen w drugiej serii lądował na 108,5 metrze i zajął czwartą pozycję – za Funakim, Miyahirą i Goldbergerem. Na 112. metrze lądował Ville Kantee, który został sklasyfikowany na trzecim miejscu. Następnie na belce startowej zasiadł Andreas Widhölzl. Reprezentant Austrii lądował 6,5 metra dalej od poprzedzającego go Fina, dzięki czemu objął prowadzenie z przewagą 0,6 punktu nad Funakim. Drugi zawodnik po pierwszej serii, Martin Schmitt, uzyskał 126,5 metrów i o 15,3 punktu wyprzedził liderującego reprezentanta Austrii. Na starcie pozostał ostatni ze skoczków, Janne Ahonen. Fin oddał skok na 121. metr i wystarczyło to, aby zająć drugie miejsce ze stratą 7,4 punktu do Schmitta. Reprezentant Niemiec został pierwszym skoczkiem w historii, który odniósł dwie indywidualne wygrane w trakcie jednego weekendu zawodów Pucharu Świata w Zakopanem. Tuż za Schmittem sklasyfikowani zostali Janne Ahonen i Andreas Widhölzl.

## Klasyfikacja Pucharu Świata po konkursach w Zakopanem
W Pucharze Świata po konkursach w Zakopanem nastąpiło kilka zmian wśród czołowych zawodników. Z jedenastej na czwartą pozycję awansował Janne Ahonen, wyprzedzając Risto Jussilainena, Ville Kantee, Matti Hautamäkiego, Jani Soininena, Hideharu Miyahirę, Noriakiego Kasai i Stefana Horngachera. Z szóstej na dziewiątą lokatę spadł Matti Hautamäki, przed którym znaleźli się Miyahira i Soininen, sklasyfikowani ex aequo na siódmym miejscu. Kosztem Kasai dziesiątą pozycję utrzymał Horngacher. W czołowej piętnastce klasyfikacji generalnej Pucharu Świata nastąpiła jedna zmiana personalna. Na dwunaste miejsce awansował Kazuyoshi Funaki, a klasyfikowany na tej pozycji przed konkursami w Polsce Masahiko Harada spadł na 15. miejsce ex aequo z Miką Laitinenem.
W klasyfikacji generalnej Pucharu Narodów nie nastąpiły zmiany na czołowych lokatach. Na pierwszych trzech pozycjach pozostały reprezentacje Finlandii, Austrii i Niemiec.
Spadek z 25. na 29. miejsce zaliczył reprezentant Polski, Robert Mateja, zaś z 36. na 47. – Łukasz Kruczek. Z zawodników gospodarzy jedyny awans w klasyfikacji – z 40. na 31. pozycję – odnotował Adam Małysz. W klasyfikacji Pucharu Narodów reprezentacja Polski utrzymała dziesiątą lokatę.
| Klasyfikacja PŚ po konkursach w Zakopanem | Klasyfikacja PŚ po konkursach w Zakopanem | Klasyfikacja PŚ po konkursach w Zakopanem | Klasyfikacja PŚ po konkursach w Zakopanem | Klasyfikacja PŚ po konkursach w Zakopanem |
| Miejsce                                   | Zawodnik                                  | Państwo                                   | Punkty                                    | Strata do lidera                          |
| ----------------------------------------- | ----------------------------------------- | ----------------------------------------- | ----------------------------------------- | ----------------------------------------- |
| 1.                                        | Martin Schmitt                            | Niemcy                                    | 560                                       | –                                         |
| 2.                                        | Andreas Widhölzl                          | Austria                                   | 370                                       | 190                                       |
| 3.                                        | Andreas Goldberger                        | Austria                                   | 289                                       | 271                                       |
| 4.                                        | Janne Ahonen                              | Finlandia                                 | 286                                       | 274                                       |
| 5.                                        | Risto Jussilainen                         | Finlandia                                 | 279                                       | 281                                       |
| 6.                                        | Ville Kantee                              | Finlandia                                 | 265                                       | 295                                       |
| 7.                                        | Hideharu Miyahira                         | Japonia                                   | 220                                       | 340                                       |
| 7.                                        | Jani Soininen                             | Finlandia                                 | 220                                       | 340                                       |
| 9.                                        | Matti Hautamäki                           | Finlandia                                 | 178                                       | 382                                       |
| 10.                                       | Stefan Horngacher                         | Austria                                   | 162                                       | 398                                       |
| 11.                                       | Noriaki Kasai                             | Japonia                                   | 157                                       | 403                                       |
| 12.                                       | Kazuyoshi Funaki                          | Japonia                                   | 143                                       | 417                                       |
| 13.                                       | Jussi Hautamäki                           | Finlandia                                 | 138                                       | 422                                       |
| 14.                                       | Peter Žonta                               | Słowenia                                  | 120                                       | 440                                       |
| 15.                                       | Mika Laitinen                             | Finlandia                                 | 107                                       | 453                                       |
| 15.                                       | Masahiko Harada                           | Japonia                                   | 107                                       | 453                                       |
| 17.                                       | Wolfgang Loitzl                           | Austria                                   | 101                                       | 459                                       |
| 18.                                       | Lasse Ottesen                             | Norwegia                                  | 83                                        | 477                                       |
| 19.                                       | Hansjörg Jäkle                            | Niemcy                                    | 79                                        | 481                                       |
| 20.                                       | Nicolas Dessum                            | Francja                                   | 76                                        | 484                                       |
| 21.                                       | Roberto Cecon                             | Włochy                                    | 75                                        | 485                                       |
| 22.                                       | Sven Hannawald                            | Niemcy                                    | 56                                        | 504                                       |
| 23.                                       | Michal Doležal                            | Czechy                                    | 48                                        | 512                                       |
| 24.                                       | Marco Steinauer                           | Szwajcaria                                | 47                                        | 513                                       |
| 25.                                       | Roar Ljøkelsøy                            | Norwegia                                  | 45                                        | 515                                       |
| 25.                                       | Jérôme Gay                                | Francja                                   | 45                                        | 515                                       |
| 27.                                       | Tommy Ingebrigtsen                        | Norwegia                                  | 44                                        | 516                                       |
| 27.                                       | Michael Uhrmann                           | Niemcy                                    | 44                                        | 516                                       |
| 29.                                       | Robert Mateja                             | Polska                                    | 43                                        | 517                                       |
| 30.                                       | Simon Ammann                              | Szwajcaria                                | 41                                        | 519                                       |
| 31.                                       | Adam Małysz                               | Polska                                    | 36                                        | 524                                       |
| 32.                                       | Alexander Herr                            | Niemcy                                    | 32                                        | 528                                       |
| 32.                                       | Primož Urh-Zupan                          | Słowenia                                  | 32                                        | 528                                       |
| 34.                                       | Morten Ågheim                             | Norwegia                                  | 29                                        | 531                                       |
| 35.                                       | Sylvain Freiholz                          | Szwajcaria                                | 27                                        | 533                                       |
| 36.                                       | Ivan Lunardi                              | Włochy                                    | 24                                        | 536                                       |
| 36.                                       | Hiroya Saitō                              | Japonia                                   | 24                                        | 536                                       |
| 36.                                       | Pekka Salminen                            | Finlandia                                 | 24                                        | 536                                       |
| 36.                                       | Christof Duffner                          | Niemcy                                    | 24                                        | 536                                       |
| 40.                                       | Martin Koch                               | Austria                                   | 23                                        | 537                                       |
| 40.                                       | Bine Norčič                               | Słowenia                                  | 23                                        | 537                                       |
| 42.                                       | Martin Höllwarth                          | Austria                                   | 22                                        | 538                                       |
| 42.                                       | Frank Löffler                             | Niemcy                                    | 22                                        | 538                                       |
| 42.                                       | Damjan Fras                               | Słowenia                                  | 22                                        | 538                                       |
| 45.                                       | Blaž Vrhovnik                             | Słowenia                                  | 21                                        | 539                                       |
| 46.                                       | Bruno Reuteler                            | Szwajcaria                                | 20                                        | 540                                       |
| 47.                                       | Bernhard Metzler                          | Austria                                   | 18                                        | 542                                       |
| 47.                                       | Reinhard Schwarzenberger                  | Austria                                   | 18                                        | 542                                       |
| 47.                                       | Henning Stensrud                          | Norwegia                                  | 18                                        | 542                                       |
| 47.                                       | Łukasz Kruczek                            | Polska                                    | 18                                        | 542                                       |
| 51.                                       | Choi Heung-chul                           | Korea Południowa                          | 17                                        | 543                                       |
| 52.                                       | Yūta Watase                               | Japonia                                   | 16                                        | 544                                       |
| 53.                                       | Gerd Siegmund                             | Niemcy                                    | 15                                        | 545                                       |
| 54.                                       | Alan Alborn                               | Stany Zjednoczone                         | 14                                        | 546                                       |
| 55.                                       | Kazuya Yoshioka                           | Japonia                                   | 13                                        | 547                                       |
| 55.                                       | Primož Peterka                            | Słowenia                                  | 13                                        | 547                                       |
| 55.                                       | Dmitrij Wasiljew                          | Rosja                                     | 13                                        | 547                                       |
| 58.                                       | Jaroslav Sakala                           | Czechy                                    | 9                                         | 551                                       |
| 59.                                       | Jakub Hlava                               | Czechy                                    | 7                                         | 553                                       |
| 60.                                       | Jakub Sucháček                            | Czechy                                    | 6                                         | 554                                       |
| 60.                                       | Jon Petter Sandaker                       | Norwegia                                  | 6                                         | 554                                       |
| 62.                                       | Jakub Janda                               | Czechy                                    | 2                                         | 558                                       |
| 63.                                       | Espen Bredesen                            | Norwegia                                  | 1                                         | 559                                       |

## Zdobywcy miejsc na podium

### Pierwszy konkurs indywidualny (18.12.1999)
| Miejsce | Imię i nazwisko | Skok 1            | Skok 2            | Noty za styl A • B • C • D • E                                    | Nota łączna | Strata   |
| ------- | --------------- | ----------------- | ----------------- | ----------------------------------------------------------------- | ----------- | -------- |
| 1.      | Martin Schmitt  | 123,5 m 130,5 pkt | 123,5 m 129,5 pkt | 19,0 • 19,0 • 19,0 • 19,0 • 19,0 18,5 • 18,5 • 19,0 • 19,0 • 18,5 | 260,0 pkt   | –        |
| 2.      | Janne Ahonen    | 121,5 m 126,9 pkt | 116,0 m 117,0 pkt | 19,0 • 19,0 • 19,0 • 19,0 • 19,0 19,0 • 19,5 • 19,0 • 19,0 • 19,0 | 243,9 pkt   | 16,1 pkt |
| 3.      | Lasse Ottesen   | 117,5 m 117,2 pkt | 121,0 m 124,5 pkt | 18,0 • 18,0 • 18,5 • 18,5 • 18,0 18,5 • 19,0 • 18,5 • 18,5 • 18,0 | 241,7 pkt   | 18,3 pkt |

### Drugi konkurs indywidualny (19.12.1999)
| Miejsce | Imię i nazwisko  | Skok 1            | Skok 2            | Noty za styl A • B • C • D • E                                    | Nota łączna | Strata   |
| ------- | ---------------- | ----------------- | ----------------- | ----------------------------------------------------------------- | ----------- | -------- |
| 1.      | Martin Schmitt   | 124,5 m 132,8 pkt | 126,5 m 135,9 pkt | 19,0 • 19,5 • 19,0 • 19,0 • 19,5 19,0 • 19,0 • 19,0 • 19,0 • 19,0 | 268,7 pkt   | –        |
| 2.      | Janne Ahonen     | 124,5 m 133,8 pkt | 121,0 m 127,5 pkt | 19,5 • 19,5 • 19,5 • 19,5 • 19,5                                  | 261,3 pkt   | 7,4 pkt  |
| 3.      | Andreas Widhölzl | 124,0 m 131,9 pkt | 118,5 m 121,5 pkt | 19,5 • 19,0 • 19,0 • 19,0 • 19,5 19,0 • 19,0 • 19,0 • 19,0 • 18,5 | 253,4 pkt   | 15,3 pkt |

## Wyniki

### Kwalifikacje do pierwszego konkursu indywidualnego (18.12.1999)
| Miejsce | Zawodnik                 | Państwo          | Skok  | Belka | Punkty | Kwalifikacja |
| ------- | ------------------------ | ---------------- | ----- | ----- | ------ | ------------ |
| 1.      | Andreas Widhölzl         | Austria          | 128,0 | 9     | 133,6  | pq           |
| 2.      | Jaroslav Sakala          | Czechy           | 127,0 | 13    | 130,8  | Q            |
| 3.      | Martin Schmitt           | Niemcy           | 126,0 | 9     | 130,0  | pq           |
| 4.      | Hideharu Miyahira        | Japonia          | 126,0 | 11    | 129,5  | pq           |
| 5.      | Risto Jussilainen        | Finlandia        | 122,0 | 9     | 127,8  | pq           |
| 6.      | Wolfgang Loitzl          | Austria          | 122,0 | 13    | 127,3  | Q            |
| 7.      | Janne Ahonen             | Finlandia        | 125,0 | 11    | 127,2  | pq           |
| 8.      | Kazuyoshi Funaki         | Japonia          | 120,0 | 13    | 122,7  | Q            |
| 9.      | Michael Uhrmann          | Niemcy           | 121,0 | 13    | 119,5  | Q            |
| 10.     | Tommy Ingebrigtsen       | Norwegia         | 121,0 | 13    | 118,5  | Q            |
| 11.     | Andreas Goldberger       | Austria          | 116,5 | 9     | 117,9  | pg           |
| 12.     | Lasse Ottesen            | Norwegia         | 120,0 | 13    | 117,2  | Q            |
| 12.     | Hiroya Saitō             | Japonia          | 116,5 | 13    | 116,9  | Q            |
| 14.     | Ville Kantee             | Finlandia        | 119,5 | 9     | 116,8  | pq           |
| 15.     | Alexander Herr           | Niemcy           | 118,0 | 13    | 113,1  | Q            |
| 16.     | Espen Bredesen           | Norwegia         | 114,5 | 13    | 112,8  | Q            |
| 16.     | Roar Ljøkelsøy           | Norwegia         | 114,5 | 13    | 112,8  | Q            |
| 18.     | Michal Doležal           | Czechy           | 115,0 | 13    | 112,2  | Q            |
| 19.     | Stefan Horngacher        | Austria          | 117,0 | 11    | 111,3  | pq           |
| 19.     | Jani Soininen            | Finlandia        | 117,0 | 9     | 111,3  | pq           |
| 21.     | Reinhard Schwarzenberger | Austria          | 113,5 | 13    | 109,5  | Q            |
| 21.     | Frank Löffler            | Niemcy           | 113,5 | 13    | 109,5  | Q            |
| 23.     | Hansjörg Jäkle           | Niemcy           | 113,0 | 13    | 109,1  | Q            |
| 24.     | Morten Ågheim            | Norwegia         | 112,5 | 13    | 107,2  | Q            |
| 25.     | Jussi Hautamäki          | Finlandia        | 114,0 | 11    | 106,4  | pq           |
| 26.     | Anton Kaliniczenko       | Rosja            | 110,5 | 13    | 104,6  | Q            |
| 26.     | Olav Magne Dønnem        | Norwegia         | 110,5 | 13    | 104,6  | Q            |
| 28.     | Simon Ammann             | Szwajcaria       | 110,0 | 13    | 104,2  | Q            |
| 29.     | Adam Małysz              | Polska           | 110,0 | 13    | 103,2  | Q            |
| 30.     | Wojciech Skupień         | Polska           | 109,5 | 13    | 102,3  | Q            |
| 31.     | Sylvain Freiholz         | Szwajcaria       | 109,0 | 13    | 100,9  | Q            |
| 32.     | Jakub Hlava              | Czechy           | 109,0 | 13    | 99,9   | Q            |
| 33.     | Roberto Cecon            | Włochy           | 107,5 | 13    | 98,7   | Q            |
| 34.     | Choi Heung-chul          | Korea Południowa | 108,0 | 13    | 98,6   | Q            |
| 35.     | Marco Steinauer          | Szwajcaria       | 107,0 | 13    | 97,3   | Q            |
| 36.     | Mika Laitinen            | Finlandia        | 109,0 | 11    | 96,9   | pq           |
| 37.     | Henning Stensrud         | Norwegia         | 107,0 | 13    | 96,8   | Q            |
| 38.     | Jon Petter Sandaker      | Norwegia         | 107,0 | 13    | 96,3   | Q            |
| 39.     | Primož Urh-Zupan         | Słowenia         | 106,0 | 13    | 95,5   | Q            |
| 40.     | Peter Žonta              | Słowenia         | 109,0 | 11    | 95,4   | pq           |
| 41.     | Damjan Fras              | Słowenia         | 107,0 | 13    | 95,3   | Q            |
| 42.     | Jakub Janda              | Czechy           | 105,5 | 13    | 95,1   | Q            |
| 42.     | Robert Mateja            | Polska           | 105,5 | 13    | 95,1   | Q            |
| 44.     | Blaž Vrhovnik            | Słowenia         | 106,5 | 13    | 94,9   | Q            |
| 45.     | Stanisław Filimonow      | Kazachstan       | 105,0 | 13    | 94,2   | Q            |
| 46.     | Bernhard Metzler         | Austria          | 105,0 | 13    | 93,7   | Q            |
| 47.     | Bine Norčič              | Słowenia         | 105,5 | 13    | 93,6   | Q            |
| 48.     | Noriaki Kasai            | Japonia          | 106,5 | 11    | 91,9   | pq           |
| 49.     | Kazuya Yoshioka          | Japonia          | 103,5 | 13    | 91,5   | Q            |
| 50.     | Ivan Lunardi             | Włochy           | 103,0 | 13    | 89,1   | Q            |
| 51.     | Dmitrij Wasiljew         | Rosja            | 103,0 | 13    | 88,6   | nq           |
| 52.     | Marcin Bachleda          | Polska           | 102,0 | 13    | 86,3   | nq           |
| 53.     | Gerd Siegmund            | Niemcy           | 101,5 | 13    | 85,4   | nq           |
| 54.     | Alaksandr Dziadziula     | Białoruś         | 102,0 | 13    | 83,8   | nq           |
| 55.     | Niels de Groot           | Holandia         | 101,5 | 13    | 81,9   | nq           |
| 56.     | Martin Mesík             | Słowacja         | 98,5  | 13    | 81,0   | nq           |
| 56.     | Ildar Fatkullin          | Rosja            | 98,5  | 13    | 81,0   | nq           |
| 58.     | Walerij Kobielew         | Rosja            | 100,0 | 13    | 80,2   | nq           |
| 59.     | Grzegorz Śliwka          | Polska           | 98,0  | 13    | 80,1   | nq           |
| 60.     | Tomasz Pochwała          | Polska           | 97,5  | 13    | 79,2   | nq           |
| 61.     | Łukasz Kruczek           | Polska           | 98,0  | 13    | 79,1   | nq           |
| 62.     | Mariusz Maciaś           | Polska           | 97,0  | 13    | 76,3   | nq           |
| 63.     | Andrzej Młynarczyk       | Polska           | 93,5  | 13    | 72,0   | nq           |
| 64.     | Tomisław Tajner          | Polska           | 94,0  | 13    | 71,9   | nq           |
| 65.     | Krystian Długopolski     | Polska           | 93,5  | 13    | 71,5   | nq           |
| 66.     | Alaksiej Szybko          | Białoruś         | 92,5  | 13    | 69,7   | nq           |
| 67.     | Ján Zelenčík             | Słowacja         | 94,5  | 13    | 67,3   | nq           |
| 68.     | Filip Kafka              | Słowacja         | 90,0  | 13    | 64,7   | nq           |
| 69.     | Maciej Maciusiak         | Polska           | 89,5  | 13    | 63,3   | nq           |
| 70.     | Dzmitryj Afanasienka     | Białoruś         | 89,5  | 13    | 61,8   | nq           |
| 71.     | Peter Koštial            | Słowacja         | 88,0  | 13    | 59,1   | nq           |
| 72.     | Pawieł Gajduk            | Kazachstan       | 86,0  | 13    | 54,5   | nq           |
| 73.     | Paweł Kruczek            | Polska           | 84,5  | 13    | 53,8   | nq           |
| 74.     | Jurij Rulew              | Kazachstan       | 84,5  | 13    | 50,3   | nq           |
| 75.     | Iwan Kozłow              | Ukraina          | 84,0  | 13    | 49,9   | nq           |
| 76.     | Grzegorz Sobczyk         | Polska           | 84,5  | 13    | 48,8   | nq           |
| 77.     | Martin Höllwarth         | Austria          | 84,0  | 13    | 46,9   | nq           |
| 78.     | Aleksandr Wietrow        | Kazachstan       | 83,5  | 13    | 46,5   | nq           |
| 79.     | Aleksandr Popuk          | Ukraina          | 80,0  | 13    | 38,2   | nq           |
| 80.     | Martin Koch              | Austria          | 81,0  | 13    | 36,5   | nq           |
| 81.     | Wołodymyr Boszczuk       | Ukraina          | 68,5  | 13    | 16,5   | nq           |
| –       | Matti Hautamäki          | Finlandia        | –     | –     | DNS    | nq           |
| –       | Primož Peterka           | Słowenia         | –     | –     | DNS    | nq           |
| –       | Pekka Salminen           | Finlandia        | –     | –     | DNS    | nq           |

Legenda:
pq – zawodnik miał zapewnioną kwalifikację dzięki pozycji w pierwszej „15” klasyfikacji Pucharu Świata
Q – zawodnik zakwalifikował się do konkursu głównego
nq – zawodnik odpadł w kwalifikacjach
DNS – zawodnik nie wystartował

### Pierwszy konkurs indywidualny (18.12.1999)
| Miejsce | Zawodnik                 | Państwo          | Skok 1 | Skok 2 | Punkty |
| ------- | ------------------------ | ---------------- | ------ | ------ | ------ |
| 1.      | Martin Schmitt           | Niemcy           | 123,5  | 123,5  | 260,0  |
| 2.      | Janne Ahonen             | Finlandia        | 121,5  | 116,0  | 243,9  |
| 3.      | Lasse Ottesen            | Norwegia         | 117,5  | 121,0  | 241,7  |
| 4.      | Andreas Widhölzl         | Austria          | 110,5  | 124,0  | 236,5  |
| 5.      | Risto Jussilainen        | Finlandia        | 122,5  | 112,0  | 236,0  |
| 6.      | Andreas Goldberger       | Austria          | 123,0  | 108,5  | 231,6  |
| 7.      | Michal Doležal           | Czechy           | 112,0  | 117,5  | 225,0  |
| 8.      | Jani Soininen            | Finlandia        | 113,5  | 109,5  | 214,8  |
| 9.      | Ville Kantee             | Finlandia        | 106,5  | 111,5  | 203,3  |
| 10.     | Tommy Ingebrigtsen       | Norwegia         | 123,0  | 96,0   | 203,1  |
| 11.     | Primož Urh-Zupan         | Słowenia         | 111,5  | 105,0  | 200,6  |
| 12.     | Frank Löffler            | Niemcy           | 117,5  | 98,0   | 199,8  |
| 13.     | Adam Małysz              | Polska           | 108,0  | 107,0  | 198,9  |
| 14.     | Stefan Horngacher        | Austria          | 104,0  | 110,5  | 198,0  |
| 15.     | Hideharu Miyahira        | Japonia          | 103,0  | 110,5  | 196,7  |
| 16.     | Bine Norčič              | Słowenia         | 113,5  | 99,0   | 188,9  |
| 17.     | Jussi Hautamäki          | Finlandia        | 106,5  | 103,0  | 188,0  |
| 18.     | Peter Žonta              | Słowenia         | 101,5  | 108,5  | 187,9  |
| 19.     | Kazuyoshi Funaki         | Japonia          | 103,0  | 103,5  | 186,6  |
| 20.     | Henning Stensrud         | Norwegia         | 108,5  | 99,5   | 185,8  |
| 21.     | Wolfgang Loitzl          | Austria          | 103,5  | 107,0  | 185,3  |
| 22.     | Bernhard Metzler         | Austria          | 109,5  | 97,0   | 182,1  |
| 23.     | Hansjörg Jäkle           | Niemcy           | 100,0  | 105,5  | 179,8  |
| 24.     | Blaž Vrhovnik            | Słowenia         | 105,0  | 101,0  | 179,7  |
| 25.     | Hiroya Saitō             | Japonia          | 103,0  | 101,0  | 178,1  |
| 26.     | Sylvain Freiholz         | Szwajcaria       | 101,5  | 100,0  | 173,1  |
| 27.     | Alexander Herr           | Niemcy           | 101,0  | 101,5  | 172,4  |
| 28.     | Roar Ljøkelsøy           | Norwegia         | 102,5  | 96,0   | 167,7  |
| 29.     | Reinhard Schwarzenberger | Austria          | 99,5   | 99,5   | 167,6  |
| 30.     | Jakub Janda              | Czechy           | 98,0   | 87,0   | 139,9  |
| 31.     | Kazuya Yoshioka          | Japonia          | 99,0   | –      | 79,4   |
| 32.     | Jon Petter Sandaker      | Norwegia         | 97,0   | –      | 78,3   |
| 32.     | Morten Ågheim            | Norwegia         | 97,0   | –      | 78,3   |
| 34.     | Noriaki Kasai            | Japonia          | 96,0   | –      | 78,0   |
| 35.     | Mika Laitinen            | Finlandia        | 98,0   | –      | 77,1   |
| 36.     | Roberto Cecon            | Włochy           | 96,0   | –      | 76,5   |
| 37.     | Michael Uhrmann          | Niemcy           | 95,5   | –      | 75,6   |
| 38.     | Anton Kaliniczenko       | Rosja            | 94,5   | –      | 74,3   |
| 39.     | Jakub Hlava              | Czechy           | 93,5   | –      | 72,5   |
| 40.     | Jaroslav Sakala          | Czechy           | 93,5   | –      | 72,0   |
| 40.     | Robert Mateja            | Polska           | 93,5   | –      | 72,0   |
| 42.     | Olav Magne Dønnem        | Norwegia         | 93,0   | –      | 70,1   |
| 43.     | Ivan Lunardi             | Włochy           | 92,5   | –      | 69,7   |
| 44.     | Simon Ammann             | Szwajcaria       | 93,5   | –      | 68,5   |
| 45.     | Stanisław Filimonow      | Kazachstan       | 91,0   | –      | 67,5   |
| 46.     | Wojciech Skupień         | Polska           | 93,0   | –      | 66,1   |
| 47.     | Espen Bredesen           | Norwegia         | 90,0   | –      | 62,2   |
| 48.     | Marco Steinauer          | Szwajcaria       | 89,5   | –      | 60,3   |
| 49.     | Damjan Fras              | Słowenia         | 70,0   | –      | 17,7   |
| 50.     | Choi Heung-chul          | Korea Południowa | 55,0   | –      | 0,0    |

### Kwalifikacje do drugiego konkursu indywidualnego (19.12.1999)
| Miejsce | Zawodnik                 | Państwo          | Skok  | Belka | Punkty | Kwalifikacja |
| ------- | ------------------------ | ---------------- | ----- | ----- | ------ | ------------ |
| 1.      | Martin Schmitt           | Niemcy           | 119,5 | 11    | 123,8  | pq           |
| 2.      | Janne Ahonen             | Finlandia        | 118,5 | 11    | 121,5  | pq           |
| 3.      | Kazuyoshi Funaki         | Japonia          | 113,0 | 11    | 111,6  | pq           |
| 4.      | Jani Soininen            | Finlandia        | 112,0 | 11    | 108,3  | pq           |
| 5.      | Mika Laitinen            | Finlandia        | 111,5 | 11    | 106,9  | Q            |
| 6.      | Wolfgang Loitzl          | Austria          | 111,0 | 11    | 106,5  | Q            |
| 7.      | Ville Kantee             | Finlandia        | 110,5 | 11    | 106,1  | pq           |
| 8.      | Michal Doležal           | Czechy           | 109,5 | 11    | 102,3  | Q            |
| 9.      | Hiroya Saitō             | Japonia          | 107,0 | 11    | 98,8   | Q            |
| 10.     | Lasse Ottesen            | Norwegia         | 107,0 | 11    | 97,8   | Q            |
| 11.     | Alexander Herr           | Niemcy           | 106,5 | 11    | 95,4   | Q            |
| 12.     | Tommy Ingebrigtsen       | Norwegia         | 106,0 | 11    | 95,0   | Q            |
| 13.     | Morten Ågheim            | Norwegia         | 105,0 | 11    | 93,7   | Q            |
| 14.     | Roar Ljøkelsøy           | Norwegia         | 104,0 | 11    | 93,4   | Q            |
| 15.     | Adam Małysz              | Polska           | 104,0 | 11    | 92,4   | Q            |
| 16.     | Frank Löffler            | Niemcy           | 103,5 | 11    | 92,0   | Q            |
| 17.     | Hansjörg Jäkle           | Niemcy           | 103,0 | 11    | 91,6   | Q            |
| 18.     | Stefan Horngacher        | Austria          | 102,5 | 11    | 89,7   | pq           |
| 18.     | Sylvain Freiholz         | Szwajcaria       | 102,5 | 11    | 89,7   | Q            |
| 20.     | Risto Jussilainen        | Finlandia        | 104,0 | 11    | 88,9   | pq           |
| 21.     | Primož Urh-Zupan         | Słowenia         | 102,5 | 11    | 88,7   | Q            |
| 22.     | Henning Stensrud         | Norwegia         | 100,5 | 11    | 86,1   | Q            |
| 23.     | Martin Koch              | Austria          | 101,0 | 11    | 85,5   | Q            |
| 24.     | Jussi Hautamäki          | Finlandia        | 99,5  | 11    | 84,8   | pq           |
| 25.     | Ivan Lunardi             | Włochy           | 99,0  | 11    | 83,4   | Q            |
| 26.     | Roberto Cecon            | Włochy           | 99,0  | 11    | 82,9   | Q            |
| 27.     | Michael Uhrmann          | Niemcy           | 98,0  | 11    | 81,6   | Q            |
| 28.     | Andreas Goldberger       | Austria          | 100,0 | 11    | 81,2   | pq           |
| 29.     | Marco Steinauer          | Szwajcaria       | 96,5  | 11    | 78,9   | Q            |
| 30.     | Noriaki Kasai            | Japonia          | 96,0  | 11    | 78,5   | pq           |
| 31.     | Bernhard Metzler         | Austria          | 96,5  | 11    | 77,9   | Q            |
| 32.     | Reinhard Schwarzenberger | Austria          | 96,5  | 11    | 77,4   | Q            |
| 32.     | Martin Höllwarth         | Austria          | 96,5  | 11    | 77,4   | Q            |
| 34.     | Hideharu Miyahira        | Japonia          | 98,0  | 11    | 77,1   | pq           |
| 35.     | Blaž Vrhovnik            | Słowenia         | 96,0  | 11    | 76,5   | Q            |
| 36.     | Simon Ammann             | Szwajcaria       | 94,5  | 11    | 75,8   | Q            |
| 37.     | Damjan Fras              | Słowenia         | 95,5  | 11    | 75,6   | Q            |
| 38.     | Łukasz Kruczek           | Polska           | 95,0  | 11    | 74,7   | Q            |
| 39.     | Gerd Siegmund            | Niemcy           | 94,0  | 11    | 72,9   | Q            |
| 40.     | Jaroslav Sakala          | Czechy           | 93,5  | 11    | 72,5   | Q            |
| 41.     | Robert Mateja            | Polska           | 93,0  | 11    | 71,6   | Q            |
| 42.     | Peter Žonta              | Słowenia         | 92,0  | 11    | 66,3   | pq           |
| 43.     | Bine Norčič              | Słowenia         | 91,5  | 11    | 64,4   | Q            |
| 44.     | Espen Bredesen           | Norwegia         | 89,5  | 11    | 64,3   | Q            |
| 45.     | Jakub Hlava              | Czechy           | 89,5  | 11    | 64,3   | Q            |
| 46.     | Jon Petter Sandaker      | Norwegia         | 89,0  | 11    | 63,4   | Q            |
| 47.     | Jakub Janda              | Czechy           | 87,5  | 11    | 60,2   | Q            |
| 48.     | Andrzej Młynarczyk       | Polska           | 86,5  | 11    | 57,4   | Q            |
| 49.     | Kazuya Yoshioka          | Japonia          | 85,5  | 11    | 57,1   | Q            |
| 50.     | Olav Magne Dønnem        | Norwegia         | 85,5  | 11    | 56,6   | nq           |
| 51.     | Marcin Bachleda          | Polska           | 86,0  | 11    | 55,5   | nq           |
| 52.     | Choi Heung-chul          | Korea Południowa | 84,5  | 11    | 55,3   | nq           |
| 53.     | Maciej Maciusiak         | Polska           | 85,0  | 11    | 53,7   | nq           |
| 54.     | Wojciech Skupień         | Polska           | 85,5  | 11    | 53,1   | nq           |
| 55.     | Anton Kaliniczenko       | Rosja            | 85,5  | 11    | 52,6   | nq           |
| 56.     | Krystian Długopolski     | Polska           | 84,5  | 11    | 52,3   | nq           |
| 57.     | Ildar Fatkullin          | Rosja            | 84,5  | 11    | 52,3   | nq           |
| 58.     | Walerij Kobielew         | Rosja            | 85,0  | 11    | 51,2   | nq           |
| 59.     | Dmitrij Wasiljew         | Rosja            | 82,0  | 11    | 48,8   | nq           |
| 60.     | Ján Zelenčík             | Słowacja         | 83,5  | 11    | 47,5   | nq           |
| 61.     | Dušan Oršula             | Słowacja         | 81,5  | 11    | 46,9   | nq           |
| 62.     | Stanisław Filimonow      | Kazachstan       | 80,0  | 11    | 46,7   | nq           |
| 63.     | Martin Mesík             | Słowacja         | 81,0  | 11    | 46,5   | nq           |
| 64.     | Alaksandr Dziadziula     | Białoruś         | 79,5  | 11    | 44,3   | nq           |
| 65.     | Niels de Groot           | Holandia         | 80,5  | 11    | 42,1   | nq           |
| 66.     | Grzegorz Śliwka          | Polska           | 81,0  | 11    | 40,5   | nq           |
| 67.     | Iwan Kozłow              | Ukraina          | 77,5  | 11    | 39,2   | nq           |
| 68.     | Filip Kafka              | Słowacja         | 78,5  | 11    | 38,5   | nq           |
| 69.     | Tomasz Pochwała          | Polska           | 73,5  | 11    | 27,0   | nq           |
| 69.     | Tomisław Tajner          | Polska           | 73,5  | 11    | 27,0   | nq           |
| 71.     | Mariusz Maciaś           | Polska           | 74,0  | 11    | 26,9   | nq           |
| 72.     | Pawieł Gajduk            | Kazachstan       | 73,0  | 11    | 26,6   | nq           |
| 73.     | Dzmitryj Afanasienka     | Białoruś         | 67,0  | 11    | 18,8   | nq           |
| 74.     | Aleksandr Wietrow        | Kazachstan       | 69,5  | 11    | 18,3   | nq           |
| 75.     | Aleksandr Popuk          | Ukraina          | 69,0  | 11    | 16,9   | nq           |
| 76.     | Alaksiej Szybko          | Białoruś         | 63,5  | 11    | 9,0    | nq           |
| 77.     | Wojciech Tajner          | Polska           | 79,5  | 11    | 8,3    | nq           |
| 78.     | Paweł Kruczek            | Polska           | 60,5  | 11    | 2,1    | nq           |
| 79.     | Wołodymyr Boszczuk       | Ukraina          | 59,5  | 11    | 0,0    | nq           |
| 79.     | Jurij Rulew              | Kazachstan       | 52,0  | 11    | 0,0    | nq           |
| –       | Primož Peterka           | Słowenia         | 0,0   | –     | DNS    | nq           |
| –       | Andreas Widhölzl         | Austria          | 0,0   | –     | DNS    | pq           |

Legenda:
pq – zawodnik miał zapewnioną kwalifikację dzięki pozycji w pierwszej „15” klasyfikacji Pucharu Świata
Q – zawodnik zakwalifikował się do konkursu głównego
nq – zawodnik odpadł w kwalifikacjach
DNS – zawodnik nie wystartował

### Drugi konkurs indywidualny (19.12.1999)
| Miejsce | Zawodnik                 | Państwo    | Skok 1 | Skok 2 | Punkty |
| ------- | ------------------------ | ---------- | ------ | ------ | ------ |
| 1.      | Martin Schmitt           | Niemcy     | 124,5  | 126,5  | 268,7  |
| 2.      | Janne Ahonen             | Finlandia  | 124,5  | 121,0  | 261,3  |
| 3.      | Andreas Widhölzl         | Austria    | 124,0  | 118,5  | 253,4  |
| 4.      | Kazuyoshi Funaki         | Japonia    | 117,5  | 123,0  | 252,8  |
| 5.      | Hideharu Miyahira        | Japonia    | 119,0  | 115,0  | 237,6  |
| 6.      | Ville Kantee             | Finlandia  | 121,0  | 112,0  | 233,3  |
| 7.      | Andreas Goldberger       | Austria    | 116,0  | 115,5  | 233,1  |
| 8.      | Risto Jussilainen        | Finlandia  | 120,0  | 108,5  | 225,7  |
| 9.      | Jani Soininen            | Finlandia  | 117,5  | 109,5  | 225,0  |
| 10.     | Jussi Hautamäki          | Finlandia  | 111,5  | 115,0  | 221,1  |
| 11.     | Mika Laitinen            | Finlandia  | 114,0  | 112,0  | 218,7  |
| 12.     | Lasse Ottesen            | Norwegia   | 111,0  | 115,0  | 218,2  |
| 13.     | Wolfgang Loitzl          | Austria    | 110,5  | 112,5  | 215,8  |
| 14.     | Noriaki Kasai            | Japonia    | 114,0  | 107,5  | 214,1  |
| 15.     | Reinhard Schwarzenberger | Austria    | 117,5  | 103,0  | 208,8  |
| 16.     | Peter Žonta              | Słowenia   | 102,0  | 115,0  | 203,5  |
| 17.     | Blaž Vrhovnik            | Słowenia   | 114,0  | 103,5  | 203,4  |
| 17.     | Stefan Horngacher        | Austria    | 114,0  | 103,5  | 203,4  |
| 19.     | Martin Koch              | Austria    | 115,0  | 103,0  | 202,3  |
| 20.     | Hansjörg Jäkle           | Niemcy     | 105,5  | 107,5  | 193,8  |
| 21.     | Tommy Ingebrigtsen       | Norwegia   | 105,0  | 106,0  | 190,2  |
| 22.     | Jaroslav Sakala          | Czechy     | 108,5  | 102,0  | 189,3  |
| 23.     | Alexander Herr           | Niemcy     | 100,5  | 108,5  | 185,1  |
| 24.     | Jakub Hlava              | Czechy     | 104,5  | 98,5   | 175,3  |
| 25.     | Jon Petter Sandaker      | Norwegia   | 105,0  | 96,0   | 171,2  |
| 26.     | Damjan Fras              | Słowenia   | 105,0  | 94,5   | 165,5  |
| 27.     | Gerd Siegmund            | Niemcy     | 103,0  | 95,0   | 164,3  |
| 28.     | Roberto Cecon            | Włochy     | 99,5   | 96,5   | 162,7  |
| 29.     | Kazuya Yoshioka          | Japonia    | 101,5  | 91,5   | 157,8  |
| 30.     | Espen Bredesen           | Norwegia   | 99,0   | 93,0   | 150,5  |
| 31.     | Jakub Janda              | Czechy     | 97,5   | –      | 81,2   |
| 32.     | Hiroya Saitō             | Japonia    | 96,0   | –      | 77,5   |
| 33.     | Martin Höllwarth         | Austria    | 96,5   | –      | 76,9   |
| 34.     | Michal Doležal           | Czechy     | 95,0   | –      | 74,7   |
| 35.     | Sylvain Freiholz         | Szwajcaria | 93,0   | –      | 72,6   |
| 36.     | Roar Ljøkelsøy           | Norwegia   | 90,0   | –      | 67,2   |
| 37.     | Andrzej Młynarczyk       | Polska     | 89,5   | –      | 64,8   |
| 38.     | Adam Małysz              | Polska     | 89,0   | –      | 64,4   |
| 39.     | Frank Löffler            | Niemcy     | 89,5   | –      | 64,3   |
| 40.     | Morten Ågheim            | Norwegia   | 89,0   | –      | 63,9   |
| 41.     | Henning Stensrud         | Norwegia   | 89,0   | –      | 62,4   |
| 42.     | Bernhard Metzler         | Austria    | 89,5   | –      | 60,3   |
| 43.     | Bine Norčič              | Słowenia   | 88,0   | –      | 57,1   |
| 44.     | Łukasz Kruczek           | Polska     | 86,0   | –      | 57,0   |
| 45.     | Ivan Lunardi             | Włochy     | 87,5   | –      | 56,7   |
| 46.     | Michael Uhrmann          | Niemcy     | 84,5   | –      | 54,3   |
| 47.     | Primož Urh-Zupan         | Słowenia   | 85,5   | –      | 53,1   |
| 48.     | Simon Ammann             | Szwajcaria | 84,0   | –      | 52,9   |
| 49.     | Robert Mateja            | Polska     | 83,0   | –      | 52,1   |
| 50.     | Marco Steinauer          | Szwajcaria | 67,5   | –      | 14,2   |

## Składy reprezentacji
Poniżej znajduje się zestawienie składów wszystkich reprezentacji, które uczestniczyły w konkursach Pucharu Świata w skokach narciarskich w Zakopanem w grudniu 1999 roku. Spośród zawodników pierwszej piętnastki klasyfikacji generalnej Pucharu Świata na starcie zabrakło jedynie Masahiko Harady, zajmującego przed zawodami w Polsce dwunastą pozycję. Wstępnie zgłoszony do zawodów, sklasyfikowany na szóstym miejscu Matti Hautamäki ostatecznie nie wystąpił w żadnym z zakopiańskich konkursów.
Z uwagi na fakt, iż Polska była gospodarzem zawodów, miała ona prawo do wystawienia w kwalifikacjach dodatkowej liczby dziesięciu zawodników z tzw. „puli krajowej”, przysługującej na dwa konkursy organizowane w kraju. Tym samym do kwalifikacji do każdego z dwóch konkursów na Wielkiej Krokwi przystąpiło po 14 reprezentantów Polski.
| Zawodnik                 | Data urodzenia       | Pozycja w PŚ | Miejsca w PŚ Zakopane 1999 (1998/1999) | Miejsca w PŚ Zakopane 1999 (1998/1999) | Miejsca w PŚ Zakopane 1999 (1999/2000) | Miejsca w PŚ Zakopane 1999 (1999/2000) | Źródło  |
| Zawodnik                 | Data urodzenia       | Pozycja w PŚ | I konkurs (16.01.1999)                 | II konkurs (17.01.1999)                | I konkurs (18.12.1999)                 | II konkurs (19.12.1999)                | Źródło  |
| ------------------------ | -------------------- | ------------ | -------------------------------------- | -------------------------------------- | -------------------------------------- | -------------------------------------- | ------- |
| Austria (8)              |                      |              |                                        |                                        |                                        |                                        |         |
| Andreas Goldberger       | 29 listopada 1972    | 3            | 9                                      | 28                                     | 6                                      | 7                                      | [ 35 ]  |
| Stefan Horngacher        | 20 września 1969     | 10           | 1                                      | 3                                      | 14                                     | 17                                     | [ 36 ]  |
| Martin Höllwarth         | 13 kwietnia 1974     | 32           | 15                                     | 13                                     | q                                      | 33                                     | [ 37 ]  |
| Martin Koch              | 22 stycznia 1982     | 46           | 29                                     | 49                                     | q                                      | 19                                     | [ 38 ]  |
| Wolfgang Loitzl          | 13 stycznia 1980     | 19           | 26                                     | 7                                      | 21                                     | 13                                     | [ 39 ]  |
| Bernhard Metzler         | 13 czerwca 1979      | 49           | –                                      | –                                      | 22                                     | 42                                     | [ 40 ]  |
| Reinhard Schwarzenberger | 7 stycznia 1977      | –            | 19                                     | 22                                     | 29                                     | 15                                     | [ 41 ]  |
| Andreas Widhölzl         | 14 października 1976 | 2            | 4                                      | 4                                      | 4                                      | 3                                      | [ 42 ]  |
| Białoruś (3)             |                      |              |                                        |                                        |                                        |                                        |         |
| Dzmitryj Afanasienka     | 9 marca 1981         | –            | –                                      | –                                      | q                                      | q                                      | [ 43 ]  |
| Alaksandr Dziadziula     | 4 listopada 1982     | –            | q                                      | q                                      | q                                      | q                                      | [ 44 ]  |
| Alaksiej Szybko          | 27 września 1977     | –            | –                                      | –                                      | q                                      | q                                      | [ 45 ]  |
| Czechy (4)               |                      |              |                                        |                                        |                                        |                                        |         |
| Michal Doležal           | 11 marca 1978        | 45           | 47                                     | 34                                     | 7                                      | 34                                     | [ 46 ]  |
| Jakub Hlava              | 29 grudnia 1979      | –            | –                                      | –                                      | 39                                     | 24                                     | [ 47 ]  |
| Jakub Janda              | 27 kwietnia 1978     | 55           | 49                                     | 33                                     | 30                                     | 31                                     | [ 48 ]  |
| Jaroslav Sakala          | 14 lipca 1969        | –            | –                                      | –                                      | 34                                     | 40                                     | [ 49 ]  |
| Finlandia (8)            |                      |              |                                        |                                        |                                        |                                        |         |
| Janne Ahonen             | 11 maja 1977         | 11           | 2                                      | 1                                      | 2                                      | 2                                      | [ 50 ]  |
| Jussi Hautamäki          | 20 kwietnia 1979     | 13           | –                                      | –                                      | 17                                     | 10                                     | [ 51 ]  |
| Matti Hautamäki          | 14 lipca 1981        | 6            | –                                      | –                                      | DNSq                                   | –                                      | [ 52 ]  |
| Risto Jussilainen        | 10 czerwca 1975      | 4            | q                                      | 50                                     | 5                                      | 8                                      | [ 53 ]  |
| Ville Kantee             | 8 grudnia 1978       | 5            | –                                      | –                                      | 9                                      | 6                                      | [ 54 ]  |
| Mika Laitinen            | 5 marca 1973         | 24           | –                                      | –                                      | 24                                     | 31                                     | [ 55 ]  |
| Pekka Salminen           | 3 czerwca 1981       | 29           | –                                      | –                                      | DNSq                                   | –                                      | [ 56 ]  |
| Jani Soininen            | 12 listopada 1972    | 15           | 45                                     | 19                                     | 35                                     | 11                                     | [ 57 ]  |
| Holandia (1)             |                      |              |                                        |                                        |                                        |                                        |         |
| Niels de Groot           | 1 maja 1981          | –            | –                                      | –                                      | q                                      | q                                      | [ 58 ]  |
| Japonia (5)              |                      |              |                                        |                                        |                                        |                                        |         |
| Kazuyoshi Funaki         | 27 kwietnia 1975     | 16           | 8                                      | 2                                      | 19                                     | 4                                      | [ 59 ]  |
| Noriaki Kasai            | 6 czerwca 1972       | 9            | 5                                      | 11                                     | 34                                     | 14                                     | [ 60 ]  |
| Hideharu Miyahira        | 21 grudnia 1973      | 7            | 13                                     | 5                                      | 15                                     | 5                                      | [ 61 ]  |
| Hiroya Saitō             | 1 września 1970      | 36           | 20                                     | 32                                     | 25                                     | 32                                     | [ 62 ]  |
| Kazuya Yoshioka          | 9 września 1978      | 46           | 12                                     | 14                                     | 31                                     | 29                                     | [ 63 ]  |
| Kazachstan (4)           |                      |              |                                        |                                        |                                        |                                        |         |
| Stanisław Filimonow      | 7 czerwca 1979       | –            | –                                      | –                                      | 45                                     | q                                      | [ 64 ]  |
| Pawieł Gajduk            | 11 lutego 1976       | –            | –                                      | –                                      | q                                      | q                                      | [ 65 ]  |
| Jurij Rulew              | 8 grudnia 1978       | –            | q                                      | q                                      | q                                      | q                                      | [ 66 ]  |
| Aleksandr Wietrow        | 1978                 | –            | –                                      | –                                      | q                                      | q                                      | [ 67 ]  |
| Korea Południowa (1)     |                      |              |                                        |                                        |                                        |                                        |         |
| Choi Heung-chul          | 3 grudnia 1981       | 38           | –                                      | –                                      | 50                                     | q                                      | [ 68 ]  |
| Niemcy (6)               |                      |              |                                        |                                        |                                        |                                        |         |
| Alexander Herr           | 4 października 1978  | 34           | 17                                     | 27                                     | 27                                     | 23                                     | [ 69 ]  |
| Hansjörg Jäkle           | 19 października 1971 | 20           | 25                                     | 36                                     | 23                                     | 20                                     | [ 70 ]  |
| Frank Löffler            | 9 sierpnia 1980      | –            | –                                      | –                                      | 12                                     | 39                                     | [ 71 ]  |
| Martin Schmitt           | 29 stycznia 1978     | 1            | –                                      | –                                      | 1                                      | 1                                      | [ 72 ]  |
| Gerd Siegmund            | 7 lutego 1973        | 46           | 35                                     | 29                                     | q                                      | 27                                     | [ 73 ]  |
| Michael Uhrmann          | 16 września 1978     | 24           | –                                      | –                                      | 37                                     | 46                                     | [ 74 ]  |
| Norwegia (8)             |                      |              |                                        |                                        |                                        |                                        |         |
| Morten Ågheim            | 20 lipca 1980        | 28           | 21                                     | 43                                     | 32                                     | 40                                     | [ 75 ]  |
| Espen Bredesen           | 2 lutego 1968        | –            | –                                      | –                                      | 47                                     | 30                                     | [ 76 ]  |
| Olav Magne Dønnem        | 21 listopada 1980    | –            | –                                      | –                                      | 42                                     | q                                      | [ 77 ]  |
| Tommy Ingebrigtsen       | 8 sierpnia 1977      | 50           | 3                                      | 6                                      | 10                                     | 21                                     | [ 78 ]  |
| Roar Ljøkelsøy           | 31 maja 1976         | 26           | –                                      | –                                      | 28                                     | 36                                     | [ 79 ]  |
| Lasse Ottesen            | 8 kwietnia 1974      | 55           | 22                                     | 24                                     | 3                                      | 12                                     | [ 80 ]  |
| Jon Petter Sandaker      | 24 lutego 1974       | –            | –                                      | –                                      | 32                                     | 25                                     | [ 81 ]  |
| Henning Stensrud         | 20 sierpnia 1977     | 53           | 18                                     | 20                                     | 20                                     | 41                                     | [ 82 ]  |
| Polska (15)              |                      |              |                                        |                                        |                                        |                                        |         |
| Marcin Bachleda          | 4 września 1982      | –            | –                                      | –                                      | q                                      | q                                      | [ 83 ]  |
| Krystian Długopolski     | 3 sierpnia 1980      | –            | q                                      | q                                      | q                                      | q                                      | [ 84 ]  |
| Łukasz Kruczek           | 1 listopada 1975     | 36           | 37                                     | 25                                     | q                                      | 44                                     | [ 85 ]  |
| Paweł Kruczek            | 1 stycznia 1983      | –            | –                                      | –                                      | q                                      | q                                      | [ 86 ]  |
| Mariusz Maciaś           | 1 stycznia 1981      | –            | –                                      | –                                      | q                                      | q                                      | [ 87 ]  |
| Maciej Maciusiak         | 28 marca 1982        | –            | –                                      | –                                      | q                                      | q                                      | [ 88 ]  |
| Adam Małysz              | 3 grudnia 1977       | 40           | 27                                     | 23                                     | 13                                     | 38                                     | [ 89 ]  |
| Robert Mateja            | 5 października 1974  | 25           | 28                                     | 16                                     | 40                                     | 49                                     | [ 90 ]  |
| Andrzej Młynarczyk       | 1973                 | –            | 32                                     | 46                                     | q                                      | 37                                     | [ 91 ]  |
| Tomasz Pochwała          | 7 maja 1983          | –            | –                                      | –                                      | q                                      | q                                      | [ 92 ]  |
| Wojciech Skupień         | 9 marca 1976         | –            | 36                                     | 41                                     | 46                                     | q                                      | [ 93 ]  |
| Grzegorz Sobczyk         | 10 lutego 1981       | –            | –                                      | –                                      | q                                      | –                                      | [ 94 ]  |
| Grzegorz Śliwka          | 19 kwietnia 1982     | –            | –                                      | –                                      | q                                      | q                                      | [ 95 ]  |
| Tomisław Tajner          | 14 maja 1983         | –            | –                                      | –                                      | q                                      | q                                      | [ 96 ]  |
| Wojciech Tajner          | 24 czerwca 1980      | –            | q                                      | q                                      | –                                      | q                                      | [ 97 ]  |
| Rosja (4)                |                      |              |                                        |                                        |                                        |                                        |         |
| Ildar Fatkullin          | 16 października 1982 | –            | –                                      | –                                      | q                                      | q                                      | [ 98 ]  |
| Anton Kaliniczenko       | 22 lipca 1982        | –            | –                                      | –                                      | 38                                     | q                                      | [ 99 ]  |
| Walerij Kobielew         | 4 marca 1973         | –            | –                                      | –                                      | q                                      | q                                      | [ 100 ] |
| Dmitrij Wasiljew         | 26 grudnia 1979      | 43           | –                                      | –                                      | q                                      | q                                      | [ 101 ] |
| Słowacja (5)             |                      |              |                                        |                                        |                                        |                                        |         |
| Filip Kafka              | 26 kwietnia 1982     | –            | –                                      | –                                      | q                                      | q                                      | [ 102 ] |
| Peter Koštial            | 29 sierpnia 1979     | –            | –                                      | –                                      | q                                      | –                                      | [ 103 ] |
| Martin Mesík             | 17 października 1979 | –            | 46                                     | 44                                     | q                                      | q                                      | [ 104 ] |
| Dušan Oršula             | 23 sierpnia 1979     | –            | q                                      | q                                      | –                                      | q                                      | [ 105 ] |
| Ján Zelenčík             | 17 października 1979 | –            | –                                      | –                                      | q                                      | q                                      | [ 106 ] |
| Słowenia (6)             |                      |              |                                        |                                        |                                        |                                        |         |
| Damjan Fras              | 21 lutego 1973       | 38           | q                                      | 47                                     | 49                                     | 26                                     | [ 107 ] |
| Bine Norčič              | 16 marca 1981        | 50           | –                                      | –                                      | 16                                     | 43                                     | [ 108 ] |
| Primož Peterka           | 28 lutego 1979       | 43           | 30                                     | q                                      | DNSq                                   | DNSq                                   | [ 109 ] |
| Primož Urh-Zupan         | 22 stycznia 1983     | 50           | 23                                     | 37                                     | 11                                     | 47                                     | [ 110 ] |
| Blaž Vrhovnik            | 8 maja 1981          | –            | –                                      | –                                      | 24                                     | 17                                     | [ 111 ] |
| Peter Žonta              | 9 stycznia 1979      | 14           | 16                                     | 9                                      | 18                                     | 16                                     | [ 112 ] |
| Szwajcaria (3)           |                      |              |                                        |                                        |                                        |                                        |         |
| Simon Ammann             | 25 czerwca 1981      | 27           | –                                      | –                                      | 44                                     | 48                                     | [ 113 ] |
| Sylvain Freiholz         | 23 listopada 1974    | 32           | –                                      | –                                      | 26                                     | 35                                     | [ 114 ] |
| Marco Steinauer          | 13 kwietnia 1976     | 22           | –                                      | –                                      | 48                                     | 50                                     | [ 115 ] |
| Ukraina (3)              |                      |              |                                        |                                        |                                        |                                        |         |
| Wołodymyr Boszczuk       | 3 sierpnia 1982      | –            | –                                      | –                                      | q                                      | q                                      | [ 116 ] |
| Iwan Kozłow              | 6 maja 1978          | –            | 42                                     | q                                      | q                                      | q                                      | [ 117 ] |
| Aleksandr Popuk          | 6 kwietnia 1976      | –            | –                                      | –                                      | q                                      | q                                      | [ 118 ] |
| Włochy (2)               |                      |              |                                        |                                        |                                        |                                        |         |
| Roberto Cecon            | 28 grudnia 1971      | 18           | –                                      | –                                      | 36                                     | 28                                     | [ 119 ] |
| Ivan Lunardi             | 15 maja 1973         | 29           | –                                      | –                                      | 43                                     | 45                                     | [ 120 ] |

Legenda:
q – zawodnik nie zakwalifikował się do konkursu głównego;
– – zawodnik nie został zgłoszony do kwalifikacji;
DNSq – zawodnik został zgłoszony do kwalifikacji, ale nie wystartował w nich.